# Список долговременных экспедиций МКС
Список долговременных экспедиций МКС
После названия экспедиции МКС указан список её участников (столбец «Экипаж»), дата запуска и космический корабль на котором был отправлен экипаж (столбец «Старт»), далее срок пребывания на орбитальной станции (столбец «Пребывание на МКС»), дата и корабль посадки (столбец «Посадка»), а также общая длительность космического полёта от старта до посадки (столбец «Длительность полёта»). После имени каждого члена экипажа в скобках указано количество совершённых им космических полётов, включая текущий, на момент текущего полёта. Имена командиров экспедиций выделены курсивом. Даты соответствуют времени UTC.

## Экспедиции с 1-й по 6-ю
Экипаж первой долговременной экспедиции прибыл на станцию 2 ноября 2000 года на российском корабле «Союз ТМ-31», впоследствии экипажи экспедиций доставлялись «Спейс шаттлами», а «Союзы» использовались в качестве спасательной капсулы. Замену «Союза» раз в полгода обеспечивали экспедиции посещения МКС. До шестой экспедиции экипажи состояли из трёх человек. Экипаж МКС-6 был вынужден вернуться на корабле-спасателе Союз ТМА-1 из-за приостановки полётов шаттлов после гибели «Колумбии» 1 февраля 2003 года.
| Экспедиция | Экипаж                                                     | Старт                                    | Пребывание на МКС                                                  | Посадка                                   | Длительность полёта |
| ---------- | ---------------------------------------------------------- | ---------------------------------------- | ------------------------------------------------------------------ | ----------------------------------------- | ------------------- |
| МКС-1      | Уильям Шеперд (4) Юрий Гидзенко (2) Сергей Крикалёв (5)    | 31 октября 2000 года, Союз ТМ-31         | 136 сут 17 ч 9 мин со 2 ноября 2000 года по 18 марта 2001 года     | 21 марта 2001 года, STS-102 (Дискавери)   | 140 сут 23 ч 39 мин |
| МКС-2      | Юрий Усачёв (4) Сьюзан Хелмс (5) Джеймс Восс (5)           | 8 марта 2001 года, STS-102 (Дискавери)   | 163 сут 8 ч 13 мин с 10 марта 2001 года по 20 августа 2001 года    | 22 августа 2001 года, STS-105 (Дискавери) | 167 сут 06 ч 41 мин |
| МКС-3      | Фрэнк Калбертсон (3) Владимир Дежуров (2) Михаил Тюрин (1) | 10 августа 2001 года STS-105 (Дискавери) | 124 сут 22 ч 46 мин с 12 августа 2001 года по 15 декабря 2001 года | 17 декабря 2001 года, STS-108 (Индевор)   | 128 сут 20 ч 45 мин |
| МКС-4      | Юрий Онуфриенко (2) Дэниел Бурш (5) Карл Уолз (4)          | 5 декабря 2001 года, STS-108 (Индевор)   | 189 сут 18 ч 29 мин с 7 декабря 2001 года по 15 июня 2002 года     | 19 июня 2002 года, STS-111 (Индевор)      | 195 сут 19 ч 38 мин |
| МКС-5      | Валерий Корзун (2) Сергей Трещёв (1) Пегги Уитсон (1)      | 5 июня 2002 года, STS-111 (Индевор)      | 178 сут 3 ч 40 мин с 7 июня 2002 года по 2 декабря 2002 года       | 7 декабря 2002 года, STS-113 (Индевор)    | 184 сут 22 ч 14 мин |
| МКС-6      | Кеннет Бауэрсокс (5) Николай Бударин (3) Доналд Петтит (1) | 24 ноября 2002 года, STS-113 (Индевор)   | 159 суток 0 ч 44 мин с 25 ноября 2002 года по 3 мая 2003 года      | 4 мая 2003 года, Союз ТМА-1               | 161 сут 01 ч 15 мин |

## Экспедиции с 7-й по 12-ю
После гибели шаттла «Колумбия» 1 февраля 2003 года, запуски шаттлов были приостановлены до июля 2005 года. Ротация экипажей МКС осуществлялась только кораблями «Союз ТМА» до июля 2006 года. Количество членов экипажа экспедиций было уменьшено с трёх человек до двух в связи с недостаточными транспортными возможностями по доставке грузов и провианта на станцию — единственным средством доставки грузов остался российский Прогресс. При этом третье кресло в корабле «Союз» доставалось участникам экспедиций посещения (начиная с корабля Союз ТМА-3).
| Экспедиция | Экипаж                                  | Старт                      | Пребывание на МКС                                       | Посадка                         | Длительность полёта |
| ---------- | --------------------------------------- | -------------------------- | ------------------------------------------------------- | ------------------------------- | ------------------- |
| МКС-7      | Юрий Маленченко (3) Эдвард Лу (3)       | 26 апреля 2003 Союз ТМА-2  | 182 сут 16 ч 21 мин с 28 апреля 2003 по 27 октября 2003 | 28 октября 2003 года Союз ТМА-2 | 184 сут 22 ч 46 мин |
| МКС-8      | Майкл Фоул (6) Александр Калери (4)     | 18 октября 2003 Союз ТМА-3 | 192 сут 13 ч 36 мин с 20 октября 2003 по 29 апреля 2004 | 30 апреля 2004 года Союз ТМА-3  | 194 сут 18 ч 34 мин |
| МКС-9      | Геннадий Падалка (2) Эдвард Финк (1)    | 19 апреля 2004 Союз ТМА-4  | 185 сут 16 ч 04 мин с 21 апреля 2004 по 23 октября 2004 | 24 октября 2004 Союз ТМА-4      | 187 сут 21 ч 17 мин |
| МКС-10     | Лерой Чиао (4) Салижан Шарипов (2)      | 14 октября 2004 Союз ТМА-5 | 190 сут 14 ч 29 мин с 16 октября 2004 по 24 апреля 2005 | 24 апреля 2005 Союз ТМА-5       | 192 сут 19 ч 01 мин |
| МКС-11     | Сергей Крикалёв (6) Джон Филлипс (2)    | 15 апреля 2005 Союз ТМА-6  | 176 сут 19 ч 30 мин с 17 апреля 2005 по 10 октября 2005 | 11 октября 2005 Союз ТМА-6      | 179 сут 00 ч 23 мин |
| МКС-12     | Уильям МакАртур (4) Валерий Токарев (2) | 1 октября 2005 Союз ТМА-7  | 187 сут 15 ч 01 мин с 3 октября 2005 по 8 апреля 2006   | 8 апреля 2006 Союз ТМА-7        | 189 сут 19 ч 52 мин |

## Экспедиции с 13-й по 19-ю
26 июля 2005 года впервые после катастрофы «Колумбии» осуществлён запуск «Спейс шаттла» к МКС. Почти год спустя, в ходе второй миссии по программе «Возвращение к полётам» шаттл «Дискавери» доставил астронавта ЕКА Томаса Райтера на МКС, экипаж которой вновь увеличился до трёх человек. Замена командира и первого бортинженера по-прежнему осуществлялась космическими кораблями «Союз», в то время как второй бортинженер прибывал на кораблях «Спейс шаттл». Возобновлены регулярные полёты «Шаттлов». Курсивом отмечены командиры экспедиций. Если после имени написано МКС-13/14, то это означает, что данный космонавт являлся членом двух экспедиций МКС-13 и МКС-14. Начиная с 13-й экспедиции, в таблице отдельно указывается длительность самой экспедиции и пребывания отдельных членов экипажа, так как член экипажа может быть участником нескольких экспедиций или же пребывать на станции только в течение части экспедиции.
| Экспедиция, продолжительность                                  | Экипаж                                                       | Экипаж                                            | Старт                  | Пребывание на МКС                          | Посадка                | Длительность полёта |
| -------------------------------------------------------------- | ------------------------------------------------------------ | ------------------------------------------------- | ---------------------- | ------------------------------------------ | ---------------------- | ------------------- |
| МКС-13 180 сут 17 ч 34 мин с 1 апреля 2006 по 28 сентября 2006 | Павел Виноградов (2), МКС-13 Джеффри Уильямс (2), МКС-13     | Экипаж из двух человек с 08.04.2006 по 06.07.2006 | 30.03.2006 Союз ТМА-8  | 180 сут 17 ч 34 мин 01.04.2006- 28.09.2006 | 29.09.2006 Союз ТМА-8  | 182 сут 22 ч 44 мин |
| МКС-13 180 сут 17 ч 34 мин с 1 апреля 2006 по 28 сентября 2006 | Павел Виноградов (2), МКС-13 Джеффри Уильямс (2), МКС-13     | Томас Райтер (2), МКС-13/14                       | 04.07.2006 STS-121     | 166 сут 7 ч 17 мин 06.07.2006- 19.12.2006  | 22.12.2006 STS-116     | 171 сут 03 ч 54 мин |
| МКС-14 213 сут 3 ч 50 мин с 20 сентября 2006 по 21 апреля 2007 | Майкл Лопес-Алегриа (4), МКС-14 Михаил Тюрин (2), МКС-14     | Томас Райтер (2), МКС-13/14                       | 18.09.2006 Союз ТМА-9  | 213 сут 3 ч 50 мин 20.09.2006- 21.04.2007  | 21.04.2007 Союз ТМА-9  | 215 сут 08 ч 23 мин |
| МКС-14 213 сут 3 ч 50 мин с 20 сентября 2006 по 21 апреля 2007 | Майкл Лопес-Алегриа (4), МКС-14 Михаил Тюрин (2), МКС-14     | Сунита Уильямс (1), МКС-14/15                     | 10.12.2006 STS-116     | 189,69 дней 11.12.2006- 19.06.2007         | 22.06.2007 STS-117     | 194 сут 18 ч 02 мин |
| МКС-15 194 сут 12 ч 4 мин с 9 апреля 2007 по 21 октября 2007   | Фёдор Юрчихин (2), МКС-15 Олег Котов (1), МКС-15             | Сунита Уильямс (1), МКС-14/15                     | 07.04.2007 Союз ТМА-10 | 194 сут 12 ч 4 мин 09.04.2007- 21.10.2007  | 21.10.2007 Союз ТМА-10 | 196 сут 17 ч 05 мин |
| МКС-15 194 сут 12 ч 4 мин с 9 апреля 2007 по 21 октября 2007   | Фёдор Юрчихин (2), МКС-15 Олег Котов (1), МКС-15             | Клейтон Андерсон (1), МКС-15/16                   | 08.06.2007 STS-117     | 148,62 дней 10.06.2007- 05.11.2007         | 07.11.2007 STS-120     | 151 сут 18 ч 24 мин |
| МКС-16 189 сут 14 ч 16 мин с 12 октября 2007 по 19 апреля 2008 | Пегги Уитсон (2), МКС-16 Юрий Маленченко (4), МКС-16         | Клейтон Андерсон (1), МКС-15/16                   | 10.10.2007 Союз ТМА-11 | 189 сут 14 ч 16 мин 12.10.2007- 19.04.2008 | 19.04.2008 Союз ТМА-11 | 191 сут 19 ч 07 мин |
| МКС-16 189 сут 14 ч 16 мин с 12 октября 2007 по 19 апреля 2008 | Пегги Уитсон (2), МКС-16 Юрий Маленченко (4), МКС-16         | Дэниел Тани (2), МКС-16                           | 23.10.2007 STS-120     | 115,87 дней 25.10.2007- 18.02.2008         | 20.02.2008 STS-122     | 119 сут 21 ч 29 мин |
| МКС-16 189 сут 14 ч 16 мин с 12 октября 2007 по 19 апреля 2008 | Пегги Уитсон (2), МКС-16 Юрий Маленченко (4), МКС-16         | Леопольд Эйартц (2), МКС-16                       | 07.02.2008 STS-122     | 44,30 дней 09.02.2008- 25.03.2008          | 27.03.2008 STS-123     | 48 сут 04 ч 54 мин  |
| МКС-16 189 сут 14 ч 16 мин с 12 октября 2007 по 19 апреля 2008 | Пегги Уитсон (2), МКС-16 Юрий Маленченко (4), МКС-16         | Гарретт Райзман (1), МКС-16/17                    | 11.03.2008 STS-123     | 90,22 дней 13.03.2008- 11.06.2008          | 14.06.2008 STS-124     | 95 сут 08 ч 47 мин  |
| МКС-17 196 сут 11 ч 19 мин с 10 апреля 2008 по 24 октября 2008 | Сергей Волков (1), МКС-17 Олег Кононенко (1), МКС-17         | Гарретт Райзман (1), МКС-16/17                    | 08.04.2008 Союз ТМА-12 | 196 сут 11 ч 19 мин 10.04.2008- 24.10.2008 | 24.10.2008 Союз ТМА-12 | 198 сут 16 ч 21 мин |
| МКС-17 196 сут 11 ч 19 мин с 10 апреля 2008 по 24 октября 2008 | Сергей Волков (1), МКС-17 Олег Кононенко (1), МКС-17         | Грегори Шамитофф (1), МКС-17/18                   | 31.05.2008 STS-124     | 178,86 дней 02.06.2008- 28.11.2008         | 30.11.2008 STS-126     | 183 сут 00 ч 23 мин |
| МКС-18 175 сут 19 ч 29 мин с 14 октября 2008 по 8 апреля 2009  | Эдвард Финк (2), МКС-18 Юрий Лончаков (3), МКС-18            | Грегори Шамитофф (1), МКС-17/18                   | 12.10.2008 Союз ТМА-13 | 175 сут 19 ч 29 мин 14.10.2008- 08.04.2009 | 07.04.2009 Союз ТМА-13 | 178 сут 00 ч 14 мин |
| МКС-18 175 сут 19 ч 29 мин с 14 октября 2008 по 8 апреля 2009  | Эдвард Финк (2), МКС-18 Юрий Лончаков (3), МКС-18            | Сандра Магнус (2), МКС-18                         | 15.11.2008 STS-126     | 129,91 дней 16.11.2008- 26.03.2009         | 28.03.2009 STS-119     | 133 сут 18 ч 18 мин |
| МКС-18 175 сут 19 ч 29 мин с 14 октября 2008 по 8 апреля 2009  | Эдвард Финк (2), МКС-18 Юрий Лончаков (3), МКС-18            | Коити Ваката (3), МКС-18/19/20                    | 15.03.2009 STS-119     | 132,84 дня 17.03.2009- 28.07.2009          | 31 июля 2009 STS-127   | 137 сут 15 ч 04 мин |
| МКС-19 61 сут 23 ч 29 мин с 28 марта 2009 по 29 мая 2009       | Геннадий Падалка (3), МКС-19/20 Майкл Барратт (1), МКС-19/20 | Коити Ваката (3), МКС-18/19/20                    | 26.03.2009 Союз ТМА-14 | 196 сут 12 ч 2 мин 28.03.2009- 11.10.2009  | 11.10.2009 Союз ТМА-14 | 198 сут 16 ч 42 мин |

## Экспедиции с 20-й по 21-ю
МКС-19 стала последней долговременной экспедицией станции со штатным экипажем из трёх человек (в дальнейшем на станции многократно оставалось по три человека и однократно два человека на период пересменок экипажей, а также в результате неудачных запусков или переносов запусков). Начиная с 20-й, штатный экипаж состоит из шести человек (иногда — из пяти), при этом каждые 2—4 месяца происходит смена трёх членов экипажа. В то же время было объявлено об окончании программы «Спейс шаттл» в 2010 году (фактически завершена в 2011 году), и экспедиции 20 и 21 стали последними, в которых для ротации экипажа использовались шаттлы. Курсивом отмечены командиры экспедиций. К20 после имени означает командира экспедиции МКС-20, и т. п.
| Экспедиция, продолжительность                               | Экипаж                                                                 | Экипаж                                            | Экипаж                                                                                        | Старт                  | Пребывание на МКС                         | Посадка                | Длительность полёта |
| ----------------------------------------------------------- | ---------------------------------------------------------------------- | ------------------------------------------------- | --------------------------------------------------------------------------------------------- | ---------------------- | ----------------------------------------- | ---------------------- | ------------------- |
| МКС-20 134 сут 12 ч 33 мин с 29 мая 2009 по 11 октября 2009 | Геннадий Падалка (3), К19, К20, МКС-19/20 Майкл Барратт (1), МКС-19/20 | Коити Ваката (3), МКС-18/19/20                    | Франк Де Винне (2), К21, МКС-20/21 Роман Романенко (1), МКС-20/21 Роберт Тёрск (2), МКС-20/21 | 15.03.2009 STS-119     | 132,84 дня 17.03.2009- 28.07.2009         | 31.07.2009 STS-127     | 137 сут 15 ч 04 мин |
| МКС-20 134 сут 12 ч 33 мин с 29 мая 2009 по 11 октября 2009 | Геннадий Падалка (3), К19, К20, МКС-19/20 Майкл Барратт (1), МКС-19/20 | Коити Ваката (3), МКС-18/19/20                    | Франк Де Винне (2), К21, МКС-20/21 Роман Романенко (1), МКС-20/21 Роберт Тёрск (2), МКС-20/21 | 26.03.2009 Союз ТМА-14 | 196 сут 12 ч 2 мин 28.03.2009- 11.10.2009 | 11.10.2009 Союз ТМА-14 | 198 сут 16 ч 42 мин |
| МКС-20 134 сут 12 ч 33 мин с 29 мая 2009 по 11 октября 2009 | Геннадий Падалка (3), К19, К20, МКС-19/20 Майкл Барратт (1), МКС-19/20 | Коити Ваката (3), МКС-18/19/20                    | Франк Де Винне (2), К21, МКС-20/21 Роман Романенко (1), МКС-20/21 Роберт Тёрск (2), МКС-20/21 | 27.05.2009 Союз ТМА-15 | 185,64 дней 29.05.2009- 01.12.2009        | 01.12.2009 Союз ТМА-15 | 187 сут 20 ч 40 мин |
| МКС-20 134 сут 12 ч 33 мин с 29 мая 2009 по 11 октября 2009 | Геннадий Падалка (3), К19, К20, МКС-19/20 Майкл Барратт (1), МКС-19/20 | Тимоти Копра (1), МКС-20                          | Франк Де Винне (2), К21, МКС-20/21 Роман Романенко (1), МКС-20/21 Роберт Тёрск (2), МКС-20/21 | 15.07.2009 STS-127     | 53,07 дней 17.07.2009- 08.09.2009         | 12.09.2009 STS-128     | 58 сут 02 ч 50 мин  |
| МКС-20 134 сут 12 ч 33 мин с 29 мая 2009 по 11 октября 2009 | Геннадий Падалка (3), К19, К20, МКС-19/20 Майкл Барратт (1), МКС-19/20 | Николь Стотт (1), МКС-20/21                       | Франк Де Винне (2), К21, МКС-20/21 Роман Романенко (1), МКС-20/21 Роберт Тёрск (2), МКС-20/21 | 29.08.2009 STS-128     | 86,37 дней 31.08.2009- 25.11.2009         | 27.11.2009 STS-129     | 90 сут 10 ч 45 мин  |
| МКС-21 51 сут 2 ч 49 мин с 11 октября по 1 декабря 2009     | Джеффри Уильямс (3), К22, МКС-21/22 Максим Сураев (1), МКС-21/22       | Николь Стотт (1), МКС-20/21                       | Франк Де Винне (2), К21, МКС-20/21 Роман Романенко (1), МКС-20/21 Роберт Тёрск (2), МКС-20/21 | 30.09.2009 Союз ТМА-16 | 166 сут 23 ч 28 мин 02.10.2009-18.03.2010 | 18.03.2010 Союз ТМА-16 | 169 сут 4 ч 10 мин  |
| МКС-21 51 сут 2 ч 49 мин с 11 октября по 1 декабря 2009     | Джеффри Уильямс (3), К22, МКС-21/22 Максим Сураев (1), МКС-21/22       | Экипаж из пяти человек с 25.11.2009 по 01.12.2009 | Франк Де Винне (2), К21, МКС-20/21 Роман Романенко (1), МКС-20/21 Роберт Тёрск (2), МКС-20/21 |                        |                                           |                        |                     |

## Экспедиции с 22-й по 62-ю
Ротация экипажей экспедиций осуществлялась только с помощью «Союзов». К22 после имени означает командира экспедиции МКС-22, и т. п.
| Экспедиция, продолжительность                                   | Экипаж                                                                                                  | Экипаж                                                                                            | Экипаж | Экипаж | Старт                                     | Пребывание на МКС                          | Посадка                                           | Длительность полёта                               |
| --------------------------------------------------------------- | --- | ------------------------------------------------------------------------------------------------- | --- | --- | ----------------------------------------- | ------------------------------------------ | ------------------------------------------------- | ------------------------------------------------- |
| МКС-22 107 сут 4 ч 7 мин с 1 декабря 2009 по 18 марта 2010      | Джеффри Уильямс (3), К22, МКС-21/22 Максим Сураев (1), МКС-21/22                                        | Джеффри Уильямс (3), К22, МКС-21/22 Максим Сураев (1), МКС-21/22                                  | Экипаж из двух человек с 01.12.2009 по 22.12.2009                                                         | Экипаж из двух человек с 01.12.2009 по 22.12.2009                                                         | 30.09.2009 Союз ТМА-16                    | 166 сут 23 ч 28 мин 02.10.2009-18.03.2010  | 18.03.2010 Союз ТМА-16                            | 169 сут 4 ч 10 мин                                |
| МКС-22 107 сут 4 ч 7 мин с 1 декабря 2009 по 18 марта 2010      | Джеффри Уильямс (3), К22, МКС-21/22 Максим Сураев (1), МКС-21/22                                        | Джеффри Уильямс (3), К22, МКС-21/22 Максим Сураев (1), МКС-21/22                                  | Олег Котов (2), К23, МКС-22/23 Соити Ногути (2), МКС-22/23 Тимоти Кример (1), МКС-22/23                   | | 30.09.2009 Союз ТМА-16                    | 166 сут 23 ч 28 мин 02.10.2009-18.03.2010  | 18.03.2010 Союз ТМА-16                            | 169 сут 4 ч 10 мин                                |
| МКС-23 75 сут 16 ч 1 мин с 18 марта 2010 по 2 июня 2010         | Экипаж из трёх человек с 18.03.2010 по 04.04.2010                                                       | Экипаж из трёх человек с 18.03.2010 по 04.04.2010                                                 | 20.12.2009 Союз ТМА-17                                                                                    | 161 сут 1 ч 16 мин 22.12.2009- 02.06.2010                                                                 | 02.06.2010 Союз ТМА-17                    | 163 сут 5 ч 32 мин                         |                                                   |                                                   |
| МКС-23 75 сут 16 ч 1 мин с 18 марта 2010 по 2 июня 2010         | Александр Скворцов (1), К24, МКС-23/24 Михаил Корниенко (1), МКС-23/24 Трейси Колдуэлл (2), МКС-23/24   |                                                                                                   | 20.12.2009 Союз ТМА-17                                                                                    | 161 сут 1 ч 16 мин 22.12.2009- 02.06.2010                                                                 | 02.06.2010 Союз ТМА-17                    | 163 сут 5 ч 32 мин                         |                                                   |                                                   |
| МКС-24 115 сут 1 ч 58 мин со 2 июня 2010 по 25 сентября 2010    | Экипаж из трёх человек с 02.06.2010 по 17.06.2010                                                       | Экипаж из трёх человек с 02.06.2010 по 17.06.2010                                                 | 02.04.2010 Союз ТМА-18                                                                                    | 173 сут 20 ч 37 мин 04.04.2010- 25.09.2010                                                                | 25.09.2010 Союз ТМА-18                    | 176 сут 1 ч 19 мин                         |                                                   |                                                   |
| МКС-24 115 сут 1 ч 58 мин со 2 июня 2010 по 25 сентября 2010    | Уилок Даглас (2), К25, МКС-24/25 Фёдор Юрчихин (3), МКС-24/25 Шеннон Уокер (1), МКС-24/25               |                                                                                                   | 02.04.2010 Союз ТМА-18                                                                                    | 173 сут 20 ч 37 мин 04.04.2010- 25.09.2010                                                                | 25.09.2010 Союз ТМА-18                    | 176 сут 1 ч 19 мин                         |                                                   |                                                   |
| МКС-25 61 сут 23 ч 21 мин с 25 сентября 2010 по 26 ноября 2010  | Экипаж из трёх человек с 25.09.2010 по 10.10.2010                                                       | Экипаж из трёх человек с 25.09.2010 по 10.10.2010                                                 | 15.06.2010 Союз ТМА-19                                                                                    | 161 сут 3 ч 2 мин 17.06.2010- 26.11.2010                                                                  | 26.11.2010 Союз ТМА-19                    | 163 сут 7 ч 12 мин                         |                                                   |                                                   |
| МКС-25 61 сут 23 ч 21 мин с 25 сентября 2010 по 26 ноября 2010  | Скотт Келли (3), К26, МКС-25/26 Олег Скрипочка (1), МКС-25/26 Александр Калери (5), МКС-25/26           |                                                                                                   | 15.06.2010 Союз ТМА-19                                                                                    | 161 сут 3 ч 2 мин 17.06.2010- 26.11.2010                                                                  | 26.11.2010 Союз ТМА-19                    | 163 сут 7 ч 12 мин                         |                                                   |                                                   |
| МКС-26 110 сут 3 ч 4 мин с 26 ноября 2010 по 16 марта 2011      | Экипаж из трёх человек с 26.11.2010 по 17.12.2010                                                       | Экипаж из трёх человек с 26.11.2010 по 17.12.2010                                                 | 07.10.2010 Союз ТМА-01М                                                                                   | 157 сут 4 ч 26 мин 10.10.2010- 16.03.2011                                                                 | 16.03.2011 Союз ТМА-01М                   | 159 сут 8 ч 43 мин                         |                                                   |                                                   |
| МКС-26 110 сут 3 ч 4 мин с 26 ноября 2010 по 16 марта 2011      | Дмитрий Кондратьев (1), К27, МКС-26/27 Катерина Коулман (3), МКС-26/27 Паоло Несполи (2), МКС-26/27     |                                                                                                   | 07.10.2010 Союз ТМА-01М                                                                                   | 157 сут 4 ч 26 мин 10.10.2010- 16.03.2011                                                                 | 16.03.2011 Союз ТМА-01М                   | 159 сут 8 ч 43 мин                         |                                                   |                                                   |
| МКС-27 68 сут 17 ч 8 мин с 16 марта 2011 по 23 мая 2011         | Экипаж из трёх человек с 16.03.2011 по 06.04.2011                                                       | Экипаж из трёх человек с 16.03.2011 по 06.04.2011                                                 | 15.12.2010 Союз ТМА-20                                                                                    | 157 сут 1 ч 23 мин 17.12.2010- 23.05.2011                                                                 | 24.05.2011 Союз ТМА-20                    | 159 сут 8 ч 17 мин                         |                                                   |                                                   |
| МКС-27 68 сут 17 ч 8 мин с 16 марта 2011 по 23 мая 2011         | Андрей Борисенко (1), К28, МКС-27/28 Александр Самокутяев (1), МКС-27/28 Рональд Гаран (2), МКС-27/28   |                                                                                                   | 15.12.2010 Союз ТМА-20                                                                                    | 157 сут 1 ч 23 мин 17.12.2010- 23.05.2011                                                                 | 24.05.2011 Союз ТМА-20                    | 159 сут 8 ч 17 мин                         |                                                   |                                                   |
| МКС-28 115 сут 3 ч 3 мин с 23 мая 2011 по 16 сентября 2011      | Экипаж из трёх человек с 23.05.2011 по 09.06.2011                                                       | Экипаж из трёх человек с 23.05.2011 по 09.06.2011                                                 | 04.04.2011 Союз ТМА-21                                                                                    | 162 сут 1 ч 29 мин 06.04.2011- 16.09.2011                                                                 | 16.09.2011 Союз ТМА-21                    | 164 сут 5 ч 50 мин                         |                                                   |                                                   |
| МКС-28 115 сут 3 ч 3 мин с 23 мая 2011 по 16 сентября 2011      | Майкл Фоссум (3), К29, МКС-28/29 Сергей Волков (2), МКС-28/29 Сатоси Фурукава (1), МКС-28/29            |                                                                                                   | 04.04.2011 Союз ТМА-21                                                                                    | 162 сут 1 ч 29 мин 06.04.2011- 16.09.2011                                                                 | 16.09.2011 Союз ТМА-21                    | 164 сут 5 ч 50 мин                         |                                                   |                                                   |
| МКС-29 66 сут 22 ч 22 мин с 16 сентября 2011 по 21 ноября 2011  | Экипаж из трёх человек с 16.09.2011 по 16.11.2011                                                       | Экипаж из трёх человек с 16.09.2011 по 16.11.2011                                                 | 07.06.2011 Союз ТМА-02М                                                                                   | 165 сут 1 ч 42 мин 09.06.2011- 21.11.2011                                                                 | 22.11.2011 Союз ТМА-02М                   | 167 сут 6 ч 12 мин                         |                                                   |                                                   |
| МКС-29 66 сут 22 ч 22 мин с 16 сентября 2011 по 21 ноября 2011  | Дэниел Бёрбэнк (3), К30, МКС-29/30 Антон Шкаплеров (1), МКС-29/30 Анатолий Иванишин (1), МКС-29/30      |                                                                                                   | 07.06.2011 Союз ТМА-02М                                                                                   | 165 сут 1 ч 42 мин 09.06.2011- 21.11.2011                                                                 | 22.11.2011 Союз ТМА-02М                   | 167 сут 6 ч 12 мин                         |                                                   |                                                   |
| МКС-30 157 сут 9 ч 18 мин с 21 ноября 2011 по 27 апреля 2012    | Экипаж из трёх человек с 21.11.2011 по 23.12.2011                                                       | Экипаж из трёх человек с 21.11.2011 по 23.12.2011                                                 | 14.11.2011 Союз ТМА-22                                                                                    | 163 сут 2 ч 54 мин 16.11.2011- 27.04.2012                                                                 | 27.04.2012 Союз ТМА-22                    | 165 сут 7 ч 31 мин                         |                                                   |                                                   |
| МКС-30 157 сут 9 ч 18 мин с 21 ноября 2011 по 27 апреля 2012    | Олег Кононенко (2), К31, МКС-30/31 Доналд Петтит (3), МКС-30/31 Андре Кёйперс (2), МКС-30/31            |                                                                                                   | 14.11.2011 Союз ТМА-22                                                                                    | 163 сут 2 ч 54 мин 16.11.2011- 27.04.2012                                                                 | 27.04.2012 Союз ТМА-22                    | 165 сут 7 ч 31 мин                         |                                                   |                                                   |
| МКС-31 64 сут 20 ч 32 мин с 27 апреля 2012 по 1 июля 2012       | Экипаж из трёх человек с 27.04.2012 по 17.05.2012                                                       | Экипаж из трёх человек с 27.04.2012 по 17.05.2012                                                 | 21.12.2011 Союз ТМА-03М                                                                                   | 190 сут 13 ч 29 мин 23.12.2011-01.07.2012                                                                 | 01.07.2012 Союз ТМА-03М                   | 192 сут 18 ч 59 мин                        |                                                   |                                                   |
| МКС-31 64 сут 20 ч 32 мин с 27 апреля 2012 по 1 июля 2012       | Геннадий Падалка (4), К32, МКС-31/32 Сергей Ревин (1), МКС-31/32 Джозеф Акаба (2), МКС-31/32            |                                                                                                   | 21.12.2011 Союз ТМА-03М                                                                                   | 190 сут 13 ч 29 мин 23.12.2011-01.07.2012                                                                 | 01.07.2012 Союз ТМА-03М                   | 192 сут 18 ч 59 мин                        |                                                   |                                                   |
| МКС-32 77 сут 18 ч 22 мин с 1 июля 2012 по 16 сентября 2012     | Экипаж из трёх человек с 01.07.2012 по 17.07.2012                                                       | Экипаж из трёх человек с 01.07.2012 по 17.07.2012                                                 | 15.05.2012 Союз ТМА-04М                                                                                   | 122 сут 18 ч 33 мин 17.05.2012- 16.09.2012                                                                | 17.09.2012 Союз ТМА-04М                   | 124 сут 23 ч 52 мин                        |                                                   |                                                   |
| МКС-32 77 сут 18 ч 22 мин с 1 июля 2012 по 16 сентября 2012     | Сунита Уильямс (2), К33, МКС-32/33 Юрий Маленченко (5), МКС-32/33 Акихико Хосидэ (2), МКС-32/33         |                                                                                                   | 15.05.2012 Союз ТМА-04М                                                                                   | 122 сут 18 ч 33 мин 17.05.2012- 16.09.2012                                                                | 17.09.2012 Союз ТМА-04М                   | 124 сут 23 ч 52 мин                        |                                                   |                                                   |
| МКС-33 62 сут 23 ч 17 мин с 16 сентября 2012 по 18 ноября 2012  | Экипаж из трёх человек с 16.09.2012 по 25.10.2012                                                       | Экипаж из трёх человек с 16.09.2012 по 25.10.2012                                                 | 15.07.2012 Союз ТМА-05М                                                                                   | 124 сут 17 ч 35 мин 17.07.2012- 18.11.2012                                                                | 19.11.2012 Союз ТМА-05М                   | 126 сут 23 ч 13 мин                        |                                                   |                                                   |
| МКС-33 62 сут 23 ч 17 мин с 16 сентября 2012 по 18 ноября 2012  | Кевин Форд (2), К34, МКС-33/34 Олег Новицкий (1), МКС-33/34 Евгений Тарелкин (1), МКС-33/34             |                                                                                                   | 15.07.2012 Союз ТМА-05М                                                                                   | 124 сут 17 ч 35 мин 17.07.2012- 18.11.2012                                                                | 19.11.2012 Союз ТМА-05М                   | 126 сут 23 ч 13 мин                        |                                                   |                                                   |
| МКС-34 117 сут 1 ч 17 мин с 18 ноября 2012 по 15 марта 2013     | Экипаж из трёх человек с 18.11.2012 по 21.12.2012                                                       | Экипаж из трёх человек с 18.11.2012 по 21.12.2012                                                 | 23.10.2012 Союз ТМА-06М                                                                                   | 141 сут 11 ч 14 мин 25.10.2012- 15.03.2013                                                                | 16.03.2013 Союз ТМА-06М                   | 143 сут 16 ч 14 мин                        |                                                   |                                                   |
| МКС-34 117 сут 1 ч 17 мин с 18 ноября 2012 по 15 марта 2013     | Кристофер Хэдфилд (3), К35, МКС-34/35 Томас Маршбёрн (2), МКС-34/35 Роман Романенко (2), МКС-34/35      |                                                                                                   | 23.10.2012 Союз ТМА-06М                                                                                   | 141 сут 11 ч 14 мин 25.10.2012- 15.03.2013                                                                | 16.03.2013 Союз ТМА-06М                   | 143 сут 16 ч 14 мин                        |                                                   |                                                   |
| МКС-35 58 сут 23 ч 25 мин с 15 марта 2013 по 13 мая 2013        | Экипаж из трёх человек с 15.03.2013 по 29.03.2013                                                       | Экипаж из трёх человек с 15.03.2013 по 29.03.2013                                                 | 19.12.2012 Союз ТМА-07М                                                                                   | 143 сут 08 ч 59 мин 21.12.2012- 13.05.2013                                                                | 14.05.2013 Союз ТМА-07М                   | 145 сут 14 ч 18 мин                        |                                                   |                                                   |
| МКС-35 58 сут 23 ч 25 мин с 15 марта 2013 по 13 мая 2013        | Павел Виноградов (3), К36, МКС-35/36 Александр Мисуркин (1), МКС-35/36 Кристофер Кэссиди (2), МКС-35/36 |                                                                                                   | 19.12.2012 Союз ТМА-07М                                                                                   | 143 сут 08 ч 59 мин 21.12.2012- 13.05.2013                                                                | 14.05.2013 Союз ТМА-07М                   | 145 сут 14 ч 18 мин                        |                                                   |                                                   |
| МКС-36 120 сут 0 ч 29 мин с 13 мая 2013 по 10 сентября 2013     | Экипаж из трёх человек с 13.05.2013 по 29.05.2013                                                       | Экипаж из трёх человек с 13.05.2013 по 29.05.2013                                                 | 28.03.2013 Союз ТМА-08М                                                                                   | 165 сут 21 ч 9 мин 29.03.2013- 10.09.2013                                                                 | 11.09.2013 Союз ТМА-08М                   | 166 сут 6 ч 15 мин                         |                                                   |                                                   |
| МКС-36 120 сут 0 ч 29 мин с 13 мая 2013 по 10 сентября 2013     | Фёдор Юрчихин (4), К37, МКС-36/37 Карен Найберг (2), МКС-36/37 Лука Пармитано (1), МКС-36/37            |                                                                                                   | 28.03.2013 Союз ТМА-08М                                                                                   | 165 сут 21 ч 9 мин 29.03.2013- 10.09.2013                                                                 | 11.09.2013 Союз ТМА-08М                   | 166 сут 6 ч 15 мин                         |                                                   |                                                   |
| МКС-37 60 сут 23 ч 19 мин с 10 сентября 2013 по 10 ноября 2013  | Экипаж из трёх человек с 10.09.2013 по 26.09.2013                                                       | Экипаж из трёх человек с 10.09.2013 по 26.09.2013                                                 | 28.05.2013 Союз ТМА-09М                                                                                   | 165 сут 21 ч 16 мин 29.05.2013- 10.11.2013                                                                | 11.11.2013 Союз ТМА-09М                   | 166 сут 06 ч 17 мин                        |                                                   |                                                   |
| МКС-37 60 сут 23 ч 19 мин с 10 сентября 2013 по 10 ноября 2013  | Олег Котов (3), К38, МКС-37/38 Сергей Рязанский (1), МКС-37/38 Майкл Хопкинс (1), МКС-37/38             | Олег Котов (3), К38, МКС-37/38 Сергей Рязанский (1), МКС-37/38 Майкл Хопкинс (1), МКС-37/38       | 25.09.2013 Союз TMA-10M                                                                                   | 165 сут 21 ч 17 мин 26.09.2013- 11.03.2014                                                                | 11.03.2014 Союз TMA-10M                   | 166 сут 06 ч 17 мин                        |                                                   |                                                   |
| МКС-38 120 сут 0 ч 36 мин с 10 ноября 2013 по 11 марта 2014     | Олег Котов (3), К38, МКС-37/38 Сергей Рязанский (1), МКС-37/38 Майкл Хопкинс (1), МКС-37/38             | Олег Котов (3), К38, МКС-37/38 Сергей Рязанский (1), МКС-37/38 Майкл Хопкинс (1), МКС-37/38       | Коити Ваката (4), К39, МКС-38/39 Михаил Тюрин, (3), МКС-38/39 Ричард Мастраккио (4), МКС-38/39            | Коити Ваката (4), К39, МКС-38/39 Михаил Тюрин, (3), МКС-38/39 Ричард Мастраккио (4), МКС-38/39            | 07.11.2013 Союз TMA-11M                   | 187 сут 12 ч 9 мин 07.11.2013- 13.05.2014  | 14.05.2014 Союз TMA-11M                           | 187 сут 21 ч 44 мин                               |
| МКС-39 63 сут 22 ч 34 мин с 11 марта 2014 по 13 мая 2014        | Экипаж из трёх человек с 11.03.2014 по 27.03.2014                                                       | Экипаж из трёх человек с 11.03.2014 по 27.03.2014                                                 | Коити Ваката (4), К39, МКС-38/39 Михаил Тюрин, (3), МКС-38/39 Ричард Мастраккио (4), МКС-38/39            | Коити Ваката (4), К39, МКС-38/39 Михаил Тюрин, (3), МКС-38/39 Ричард Мастраккио (4), МКС-38/39            | 07.11.2013 Союз TMA-11M                   | 187 сут 12 ч 9 мин 07.11.2013- 13.05.2014  | 14.05.2014 Союз TMA-11M                           | 187 сут 21 ч 44 мин                               |
| МКС-39 63 сут 22 ч 34 мин с 11 марта 2014 по 13 мая 2014        | Стивен Суонсон (3), К40, МКС-39/40 Александр Скворцов (2), МКС-39/40 Олег Артемьев (1), МКС-39/40       | Стивен Суонсон (3), К40, МКС-39/40 Александр Скворцов (2), МКС-39/40 Олег Артемьев (1), МКС-39/40 | Коити Ваката (4), К39, МКС-38/39 Михаил Тюрин, (3), МКС-38/39 Ричард Мастраккио (4), МКС-38/39            | Коити Ваката (4), К39, МКС-38/39 Михаил Тюрин, (3), МКС-38/39 Ричард Мастраккио (4), МКС-38/39            | 25.03.2014 Союз TMA-12M                   | 166 сут 23 ч 08 мин 27.03.2014- 10.09.2014 | 11.09.2014 Союз TMA-12M                           | 169 сут 05 ч 06 мин                               |
| МКС-40 120 сут 0 ч 25 мин с 13 мая 2014 по 10 сентября 2014     | Стивен Суонсон (3), К40, МКС-39/40 Александр Скворцов (2), МКС-39/40 Олег Артемьев (1), МКС-39/40       | Стивен Суонсон (3), К40, МКС-39/40 Александр Скворцов (2), МКС-39/40 Олег Артемьев (1), МКС-39/40 | Экипаж из трёх человек с 13.05.2014 по 29.05.2014                                                         | Экипаж из трёх человек с 13.05.2014 по 29.05.2014                                                         | 25.03.2014 Союз TMA-12M                   | 166 сут 23 ч 08 мин 27.03.2014- 10.09.2014 | 11.09.2014 Союз TMA-12M                           | 169 сут 05 ч 06 мин                               |
| МКС-40 120 сут 0 ч 25 мин с 13 мая 2014 по 10 сентября 2014     | Стивен Суонсон (3), К40, МКС-39/40 Александр Скворцов (2), МКС-39/40 Олег Артемьев (1), МКС-39/40       | Стивен Суонсон (3), К40, МКС-39/40 Александр Скворцов (2), МКС-39/40 Олег Артемьев (1), МКС-39/40 | Максим Сураев (2), К41, МКС-40/41 Грегори Уайсмен (1), МКС-40/41 Александр Герст (1), МКС-40/41           | Максим Сураев (2), К41, МКС-40/41 Грегори Уайсмен (1), МКС-40/41 Александр Герст (1), МКС-40/41           | 28.05.2014 Союз TMA-13M                   | 164 сут 22 ч 47 мин 29.05.2014- 10.11.2014 | 10.11.2014 Союз TMA-13M                           | 165 сут 7 ч 1 мин                                 |
| МКС-41 60 сут 1 ч 30 мин c 10 сентября 2014 по 10 ноября 2014   | Экипаж из трёх человек с 10.09.2014 по 26.09.2014                                                       | Экипаж из трёх человек с 10.09.2014 по 26.09.2014                                                 | Максим Сураев (2), К41, МКС-40/41 Грегори Уайсмен (1), МКС-40/41 Александр Герст (1), МКС-40/41           | Максим Сураев (2), К41, МКС-40/41 Грегори Уайсмен (1), МКС-40/41 Александр Герст (1), МКС-40/41           | 28.05.2014 Союз TMA-13M                   | 164 сут 22 ч 47 мин 29.05.2014- 10.11.2014 | 10.11.2014 Союз TMA-13M                           | 165 сут 7 ч 1 мин                                 |
| МКС-41 60 сут 1 ч 30 мин c 10 сентября 2014 по 10 ноября 2014   | Барри Уилмор (2), К42, МКС-41/42 Александр Самокутяев (2), МКС-41/42 Елена Серова (1), МКС-41/42        | Барри Уилмор (2), К42, МКС-41/42 Александр Самокутяев (2), МКС-41/42 Елена Серова (1), МКС-41/42  | Максим Сураев (2), К41, МКС-40/41 Грегори Уайсмен (1), МКС-40/41 Александр Герст (1), МКС-40/41           | Максим Сураев (2), К41, МКС-40/41 Грегори Уайсмен (1), МКС-40/41 Александр Герст (1), МКС-40/41           | 25.09.2014 Союз TMA-14M                   | 166 сут 21 ч 33 мин 26.09.2014- 11.03.2015 | 12.03.2015 Союз TMA-14M                           | 167 сут 5 ч 49 мин                                |
| МКС-42 121 сут 22 ч 13 мин c 10 ноября 2014 по 11 марта 2015    | Барри Уилмор (2), К42, МКС-41/42 Александр Самокутяев (2), МКС-41/42 Елена Серова (1), МКС-41/42        | Барри Уилмор (2), К42, МКС-41/42 Александр Самокутяев (2), МКС-41/42 Елена Серова (1), МКС-41/42  | Экипаж из трёх человек с 10.11.2014 по 24.11.2014                                                         | Экипаж из трёх человек с 10.11.2014 по 24.11.2014                                                         | 25.09.2014 Союз TMA-14M                   | 166 сут 21 ч 33 мин 26.09.2014- 11.03.2015 | 12.03.2015 Союз TMA-14M                           | 167 сут 5 ч 49 мин                                |
| МКС-42 121 сут 22 ч 13 мин c 10 ноября 2014 по 11 марта 2015    | Барри Уилмор (2), К42, МКС-41/42 Александр Самокутяев (2), МКС-41/42 Елена Серова (1), МКС-41/42        | Барри Уилмор (2), К42, МКС-41/42 Александр Самокутяев (2), МКС-41/42 Елена Серова (1), МКС-41/42  | Терри Вёртс (2), К43, МКС-42/43 Антон Шкаплеров (2), МКС-42/43 Саманта Кристофоретти (1), МКС-42/43       | Терри Вёртс (2), К43, МКС-42/43 Антон Шкаплеров (2), МКС-42/43 Саманта Кристофоретти (1), МКС-42/43       | 23.11.2014 Союз TMA-15M                   | 199 сут 7 ч 31 мин 24.11.2014- 11.06.2015  | 11.06.2015 Союз ТМА-15М                           | 199 сут 16 ч 42 мин                               |
| МКС-43 91 сут 11 ч 36 мин с 11 марта 2015 по 11 июня 2015       | Экипаж из трёх человек с 11.03.2015 по 28.03.2015                                                       | Экипаж из трёх человек с 11.03.2015 по 28.03.2015                                                 | Терри Вёртс (2), К43, МКС-42/43 Антон Шкаплеров (2), МКС-42/43 Саманта Кристофоретти (1), МКС-42/43       | Терри Вёртс (2), К43, МКС-42/43 Антон Шкаплеров (2), МКС-42/43 Саманта Кристофоретти (1), МКС-42/43       | 23.11.2014 Союз TMA-15M                   | 199 сут 7 ч 31 мин 24.11.2014- 11.06.2015  | 11.06.2015 Союз ТМА-15М                           | 199 сут 16 ч 42 мин                               |
| МКС-43 91 сут 11 ч 36 мин с 11 марта 2015 по 11 июня 2015       | Скотт Келли (4), К45, К46, МКС-43/44/45/46 Михаил Корниенко (2), МКС-43/44/45/46                        | Геннадий Падалка (5), К44, МКС-43/44                                                              | Терри Вёртс (2), К43, МКС-42/43 Антон Шкаплеров (2), МКС-42/43 Саманта Кристофоретти (1), МКС-42/43       | Терри Вёртс (2), К43, МКС-42/43 Антон Шкаплеров (2), МКС-42/43 Саманта Кристофоретти (1), МКС-42/43       | 27.03.2015 Союз TMA-16M                   | 28.03.2015- 02.03.2016                     | 02.03.2016 Союз TMA-18M                           | 340 сут 08 ч 43 мин                               |
| МКС-43 91 сут 11 ч 36 мин с 11 марта 2015 по 11 июня 2015       | Скотт Келли (4), К45, К46, МКС-43/44/45/46 Михаил Корниенко (2), МКС-43/44/45/46                        | Геннадий Падалка (5), К44, МКС-43/44                                                              | Терри Вёртс (2), К43, МКС-42/43 Антон Шкаплеров (2), МКС-42/43 Саманта Кристофоретти (1), МКС-42/43       | Терри Вёртс (2), К43, МКС-42/43 Антон Шкаплеров (2), МКС-42/43 Саманта Кристофоретти (1), МКС-42/43       | 27.03.2015 Союз TMA-16M                   | 167 сут 19 ч 56 мин 28.03.2015- 11.09.2015 | 12.09.2015 Союз ТМА-16М                           | 168 сут 5 ч 10 мин                                |
| МКС-44 92 сут 11 ч 9 мин с 11 июня 2015 по 11 сентября 2015     | Скотт Келли (4), К45, К46, МКС-43/44/45/46 Михаил Корниенко (2), МКС-43/44/45/46                        | Геннадий Падалка (5), К44, МКС-43/44                                                              | Экипаж из трёх человек с 11.06.2015 по 23.07.2015                                                         | Экипаж из трёх человек с 11.06.2015 по 23.07.2015                                                         | 27.03.2015 Союз TMA-16M                   | 167 сут 19 ч 56 мин 28.03.2015- 11.09.2015 | 12.09.2015 Союз ТМА-16М                           | 168 сут 5 ч 10 мин                                |
| МКС-44 92 сут 11 ч 9 мин с 11 июня 2015 по 11 сентября 2015     | Скотт Келли (4), К45, К46, МКС-43/44/45/46 Михаил Корниенко (2), МКС-43/44/45/46                        | Геннадий Падалка (5), К44, МКС-43/44                                                              | Олег Кононенко (3), МКС-44/45 Кимия Юи (1), МКС-44/45 Челл Линдгрен (1), МКС-44/45                        | Олег Кононенко (3), МКС-44/45 Кимия Юи (1), МКС-44/45 Челл Линдгрен (1), МКС-44/45                        | 22.07.2015 Союз TMA-17M                   | 141 сут 07 ч 04 мин 23.07.2015- 11.12.2015 | 11.12.2015 Союз TMA-17M                           | 141 сут 16 ч 16 мин                               |
| МКС-45 90 сут 12 ч 20 мин с 11 сентября 2015 по 11 декабря 2015 | Скотт Келли (4), К45, К46, МКС-43/44/45/46 Михаил Корниенко (2), МКС-43/44/45/46                        | Сергей Волков (3), МКС-45/46                                                                      | Олег Кононенко (3), МКС-44/45 Кимия Юи (1), МКС-44/45 Челл Линдгрен (1), МКС-44/45                        | Олег Кононенко (3), МКС-44/45 Кимия Юи (1), МКС-44/45 Челл Линдгрен (1), МКС-44/45                        | 02.09.2015 Союз TMA-18M                   | 179 сут 17 ч 23 мин 04.09.2015- 02.03.2016 | 02.03.2016 Союз TMA-18M                           | 181 сут 23 ч 52 мин                               |
| МКС-46 81 сут 15 ч 13 мин с 11 декабря 2015 по 2 марта 2016     | Скотт Келли (4), К45, К46, МКС-43/44/45/46 Михаил Корниенко (2), МКС-43/44/45/46                        | Сергей Волков (3), МКС-45/46                                                                      | Экипаж из трёх человек с 11.12.2015 по 15.12.2015                                                         | Экипаж из трёх человек с 11.12.2015 по 15.12.2015                                                         | 02.09.2015 Союз TMA-18M                   | 179 сут 17 ч 23 мин 04.09.2015- 02.03.2016 | 02.03.2016 Союз TMA-18M                           | 181 сут 23 ч 52 мин                               |
| МКС-46 81 сут 15 ч 13 мин с 11 декабря 2015 по 2 марта 2016     | Скотт Келли (4), К45, К46, МКС-43/44/45/46 Михаил Корниенко (2), МКС-43/44/45/46                        | Сергей Волков (3), МКС-45/46                                                                      | Юрий Маленченко (6), К47, МКС-46/47 Тимоти Пик (1), МКС-46/47 Тимоти Копра (2), МКС-46/47                 | Юрий Маленченко (6), К47, МКС-46/47 Тимоти Пик (1), МКС-46/47 Тимоти Копра (2), МКС-46/47                 | 15.12.2015 Союз ТМА-19М                   | 185 сут 12 ч 19 мин 15.12.2015- 18.06.2016 | 18.06.2016 Союз ТМА-19М                           | 185 сут 22 ч 12 мин                               |
| МКС-47 108 сут 4 ч 50 мин со 2 марта 2016 по 18 июня 2016       | Экипаж из трёх человек с 02.03.2016 по 19.03.2016                                                       | Экипаж из трёх человек с 02.03.2016 по 19.03.2016                                                 | Юрий Маленченко (6), К47, МКС-46/47 Тимоти Пик (1), МКС-46/47 Тимоти Копра (2), МКС-46/47                 | Юрий Маленченко (6), К47, МКС-46/47 Тимоти Пик (1), МКС-46/47 Тимоти Копра (2), МКС-46/47                 | 15.12.2015 Союз ТМА-19М                   | 185 сут 12 ч 19 мин 15.12.2015- 18.06.2016 | 18.06.2016 Союз ТМА-19М                           | 185 сут 22 ч 12 мин                               |
| МКС-47 108 сут 4 ч 50 мин со 2 марта 2016 по 18 июня 2016       | Джеффри Уильямс (4), К48, МКС-47/48 Алексей Овчинин (1), МКС-47/48 Олег Скрипочка (2), МКС-47/48        | Джеффри Уильямс (4), К48, МКС-47/48 Алексей Овчинин (1), МКС-47/48 Олег Скрипочка (2), МКС-47/48  | Юрий Маленченко (6), К47, МКС-46/47 Тимоти Пик (1), МКС-46/47 Тимоти Копра (2), МКС-46/47                 | Юрий Маленченко (6), К47, МКС-46/47 Тимоти Пик (1), МКС-46/47 Тимоти Копра (2), МКС-46/47                 | 19.03.2016 Союз ТМА-20М                   | 171 сут 18 ч 42 мин 19.03.2016- 06.09.2016 | 07.09.2016 Союз ТМА-20М                           | 172 сут 03 ч 47 мин                               |
| МКС-48 80 сут 15 ч 59 мин с 18 июня 2016 по 6 сентября 2016     | Джеффри Уильямс (4), К48, МКС-47/48 Алексей Овчинин (1), МКС-47/48 Олег Скрипочка (2), МКС-47/48        | Джеффри Уильямс (4), К48, МКС-47/48 Алексей Овчинин (1), МКС-47/48 Олег Скрипочка (2), МКС-47/48  | Экипаж из трёх человек с 18.06.2016 по 09.07.2016                                                         | Экипаж из трёх человек с 18.06.2016 по 09.07.2016                                                         | 19.03.2016 Союз ТМА-20М                   | 171 сут 18 ч 42 мин 19.03.2016- 06.09.2016 | 07.09.2016 Союз ТМА-20М                           | 172 сут 03 ч 47 мин                               |
| МКС-48 80 сут 15 ч 59 мин с 18 июня 2016 по 6 сентября 2016     | Джеффри Уильямс (4), К48, МКС-47/48 Алексей Овчинин (1), МКС-47/48 Олег Скрипочка (2), МКС-47/48        | Джеффри Уильямс (4), К48, МКС-47/48 Алексей Овчинин (1), МКС-47/48 Олег Скрипочка (2), МКС-47/48  | Анатолий Иванишин (2), К49, МКС-48/49 Такуя Ониси (1), МКС-48/49 Кэтлин Рубенс (1), МКС-48/49             | Анатолий Иванишин (2), К49, МКС-48/49 Такуя Ониси (1), МКС-48/49 Кэтлин Рубенс (1), МКС-48/49             | 07.07.2016 Союз МС-01                     | 112 сут 20 ч 29 мин 09.07.2016- 30.10.2016 | 30.10.2016 Союз МС-01                             | 115 сут 02 ч 22 мин                               |
| МКС-49 53 сут 2 ч 44 мин с 6 сентября 2016 по 30 октября 2016   | Экипаж из трёх человек с 06.09.2016 по 21.10.2016                                                       | Экипаж из трёх человек с 06.09.2016 по 21.10.2016                                                 | Анатолий Иванишин (2), К49, МКС-48/49 Такуя Ониси (1), МКС-48/49 Кэтлин Рубенс (1), МКС-48/49             | Анатолий Иванишин (2), К49, МКС-48/49 Такуя Ониси (1), МКС-48/49 Кэтлин Рубенс (1), МКС-48/49             | 07.07.2016 Союз МС-01                     | 112 сут 20 ч 29 мин 09.07.2016- 30.10.2016 | 30.10.2016 Союз МС-01                             | 115 сут 02 ч 22 мин                               |
| МКС-49 53 сут 2 ч 44 мин с 6 сентября 2016 по 30 октября 2016   | Роберт Кимбро (2), К50, МКС-49/50 Андрей Борисенко (2), МКС-49/50 Сергей Рыжиков (1), МКС-49/50         | Роберт Кимбро (2), К50, МКС-49/50 Андрей Борисенко (2), МКС-49/50 Сергей Рыжиков (1), МКС-49/50   | Анатолий Иванишин (2), К49, МКС-48/49 Такуя Ониси (1), МКС-48/49 Кэтлин Рубенс (1), МКС-48/49             | Анатолий Иванишин (2), К49, МКС-48/49 Такуя Ониси (1), МКС-48/49 Кэтлин Рубенс (1), МКС-48/49             | 19.10.2016 Союз МС-02                     | 170 сут 22 ч 5 мин 21.10.2016- 10.04.2017  | 10.04.2017 Союз МС-02                             | 173 сут 3 ч 16 мин                                |
| МКС-50 162 сут 7 ч 23 мин с 30 октября 2016 по 10 апреля 2017   | Роберт Кимбро (2), К50, МКС-49/50 Андрей Борисенко (2), МКС-49/50 Сергей Рыжиков (1), МКС-49/50         | Роберт Кимбро (2), К50, МКС-49/50 Андрей Борисенко (2), МКС-49/50 Сергей Рыжиков (1), МКС-49/50   | Экипаж из трёх человек с 30.10.2016 по 19.11.2016                                                         | Экипаж из трёх человек с 30.10.2016 по 19.11.2016                                                         | 19.10.2016 Союз МС-02                     | 170 сут 22 ч 5 мин 21.10.2016- 10.04.2017  | 10.04.2017 Союз МС-02                             | 173 сут 3 ч 16 мин                                |
| МКС-50 162 сут 7 ч 23 мин с 30 октября 2016 по 10 апреля 2017   | Роберт Кимбро (2), К50, МКС-49/50 Андрей Борисенко (2), МКС-49/50 Сергей Рыжиков (1), МКС-49/50         | Роберт Кимбро (2), К50, МКС-49/50 Андрей Борисенко (2), МКС-49/50 Сергей Рыжиков (1), МКС-49/50   | Пегги Уитсон (3), К51, МКС-50/51/52                                                                       | Олег Новицкий (2), МКС-50/51 Тома Песке (1), МКС-50/51                                                    | 17.11.2016 Союз МС-03                     | 19.11.2016- 02.09.2017                     | 03.09.2017 Союз МС-04                             | 289 сут 05 ч 02 мин                               |
| МКС-50 162 сут 7 ч 23 мин с 30 октября 2016 по 10 апреля 2017   | Роберт Кимбро (2), К50, МКС-49/50 Андрей Борисенко (2), МКС-49/50 Сергей Рыжиков (1), МКС-49/50         | Роберт Кимбро (2), К50, МКС-49/50 Андрей Борисенко (2), МКС-49/50 Сергей Рыжиков (1), МКС-49/50   | Пегги Уитсон (3), К51, МКС-50/51/52                                                                       | Олег Новицкий (2), МКС-50/51 Тома Песке (1), МКС-50/51                                                    | 17.11.2016 Союз МС-03                     | 194 сут 13 ч 49 мин 19.11.2016- 02.06.2017 | 02.06.2017 Союз МС-03                             | 196 сут 17 ч 50 мин                               |
| МКС-51 53 сут 2 ч 49 мин с 10 апреля 2017 по 2 июня 2017        | Экипаж из трёх человек с 10.04.2017 по 20.04.2017                                                       | Экипаж из трёх человек с 10.04.2017 по 20.04.2017                                                 | Пегги Уитсон (3), К51, МКС-50/51/52                                                                       | Олег Новицкий (2), МКС-50/51 Тома Песке (1), МКС-50/51                                                    | 17.11.2016 Союз МС-03                     | 194 сут 13 ч 49 мин 19.11.2016- 02.06.2017 | 02.06.2017 Союз МС-03                             | 196 сут 17 ч 50 мин                               |
| МКС-51 53 сут 2 ч 49 мин с 10 апреля 2017 по 2 июня 2017        | Фёдор Юрчихин (5), К52, МКС-51/52 Джек Фишер (1), МКС-51/52                                             | Фёдор Юрчихин (5), К52, МКС-51/52 Джек Фишер (1), МКС-51/52                                       | Пегги Уитсон (3), К51, МКС-50/51/52                                                                       | Олег Новицкий (2), МКС-50/51 Тома Песке (1), МКС-50/51                                                    | 20.04.2017 Союз МС-04                     | 135 сут 08 ч 40 мин 20.04.2017- 02.09.2017 | 03.09.2017 Союз МС-04                             | 135 сут 18 ч 08 мин                               |
| МКС-52 92 сут 11 ч 11 мин с 2 июня 2017 по 2 сентября 2017      | Фёдор Юрчихин (5), К52, МКС-51/52 Джек Фишер (1), МКС-51/52                                             | Фёдор Юрчихин (5), К52, МКС-51/52 Джек Фишер (1), МКС-51/52                                       | Пегги Уитсон (3), К51, МКС-50/51/52                                                                       | Экипаж из трёх человек с 02.06.2017 по 28.07.2017                                                         | 20.04.2017 Союз МС-04                     | 135 сут 08 ч 40 мин 20.04.2017- 02.09.2017 | 03.09.2017 Союз МС-04                             | 135 сут 18 ч 08 мин                               |
| МКС-52 92 сут 11 ч 11 мин с 2 июня 2017 по 2 сентября 2017      | Фёдор Юрчихин (5), К52, МКС-51/52 Джек Фишер (1), МКС-51/52                                             | Фёдор Юрчихин (5), К52, МКС-51/52 Джек Фишер (1), МКС-51/52                                       | Пегги Уитсон (3), К51, МКС-50/51/52                                                                       | Рэндолф Брезник (2), К53, МКС-52/53 Сергей Рязанский (2), МКС-52/53 Паоло Несполи (3), МКС-52/53          | 28.07.2017 Союз МС-05                     | 138 сут 7 ч 20 мин 28.07.2017- 14.12.2017  | 14.12.2017 Союз МС-05                             | 138 сут 16 ч 57 мин                               |
| МКС-53 102 сут 7 ч 16 мин с 2 сентября 2017 по 14 декабря 2017  | Экипаж из трёх человек с 02.09.2017 по 13.09.2017                                                       | Экипаж из трёх человек с 02.09.2017 по 13.09.2017                                                 | | Рэндолф Брезник (2), К53, МКС-52/53 Сергей Рязанский (2), МКС-52/53 Паоло Несполи (3), МКС-52/53          | 12.09.2017 Союз МС-06                     | 167 сут 20 ч 13 мин 13.09.2017- 27.02.2018 | 28.02.2018 Союз МС-06                             | 168 сут 05 ч 14 мин                               |
| МКС-53 102 сут 7 ч 16 мин с 2 сентября 2017 по 14 декабря 2017  | Александр Мисуркин (2), К54, МКС-53/54 Марк Ванде Хай (1), МКС-53/54 Джозеф Акаба (3), МКС-53/54        |                                                                                                   | | Рэндолф Брезник (2), К53, МКС-52/53 Сергей Рязанский (2), МКС-52/53 Паоло Несполи (3), МКС-52/53          | 12.09.2017 Союз МС-06                     | 167 сут 20 ч 13 мин 13.09.2017- 27.02.2018 | 28.02.2018 Союз МС-06                             | 168 сут 05 ч 14 мин                               |
| МКС-54 75 сут 17 ч 54 мин с 14 декабря 2017 по 27 февраля 2018  | Экипаж из трёх человек с 14.12.2017 по 19.12.2017                                                       | Экипаж из трёх человек с 14.12.2017 по 19.12.2017                                                 | | | 12.09.2017 Союз МС-06                     | 167 сут 20 ч 13 мин 13.09.2017- 27.02.2018 | 28.02.2018 Союз МС-06                             | 168 сут 05 ч 14 мин                               |
| МКС-54 75 сут 17 ч 54 мин с 14 декабря 2017 по 27 февраля 2018  | Антон Шкаплеров (3), К55, МКС-54/55 Скотт Тингл (1), МКС-54/55 Норисигэ Канаи (1), МКС-54/55            | Антон Шкаплеров (3), К55, МКС-54/55 Скотт Тингл (1), МКС-54/55 Норисигэ Канаи (1), МКС-54/55      | 17.12.2017 Союз МС-07                                                                                     | 166 сут 0 ч 37 мин 19.12.2017- 03.06.2018                                                                 | 03.06.2018 Союз МС-07                     | 168 сут 5 ч 19 мин                         |                                                   |                                                   |
| МКС-55 95 сут 10 ч 8 мин с 27 февраля 2018 по 3 июня 2018       | Антон Шкаплеров (3), К55, МКС-54/55 Скотт Тингл (1), МКС-54/55 Норисигэ Канаи (1), МКС-54/55            | Антон Шкаплеров (3), К55, МКС-54/55 Скотт Тингл (1), МКС-54/55 Норисигэ Канаи (1), МКС-54/55      | 17.12.2017 Союз МС-07                                                                                     | 166 сут 0 ч 37 мин 19.12.2017- 03.06.2018                                                                 | 03.06.2018 Союз МС-07                     | 168 сут 5 ч 19 мин                         | Экипаж из трёх человек с 27.02.2018 по 23.03.2018 | Экипаж из трёх человек с 27.02.2018 по 23.03.2018 |
| МКС-55 95 сут 10 ч 8 мин с 27 февраля 2018 по 3 июня 2018       | Антон Шкаплеров (3), К55, МКС-54/55 Скотт Тингл (1), МКС-54/55 Норисигэ Канаи (1), МКС-54/55            | Антон Шкаплеров (3), К55, МКС-54/55 Скотт Тингл (1), МКС-54/55 Норисигэ Канаи (1), МКС-54/55      | Эндрю Фьюстел (3), К56, МКС-55/56 Олег Артемьев (2), МКС-55/56 Ричард Арнольд (2), МКС-55/56              | Эндрю Фьюстел (3), К56, МКС-55/56 Олег Артемьев (2), МКС-55/56 Ричард Арнольд (2), МКС-55/56              | 21.03.2018 Союз МС-08                     | 194 сут 12 ч 17 мин 23.03.2018- 04.10.2018 | 04.10.2018 Союз МС-08                             | 196 сут 18 ч 01 мин                               |
| МКС-56 122 сут 22 ч 41 мин с 3 июня 2018 по 4 октября 2018      | Экипаж из трёх человек с 03.06.2018 по 08.06.2018                                                       | Экипаж из трёх человек с 03.06.2018 по 08.06.2018                                                 | Эндрю Фьюстел (3), К56, МКС-55/56 Олег Артемьев (2), МКС-55/56 Ричард Арнольд (2), МКС-55/56              | Эндрю Фьюстел (3), К56, МКС-55/56 Олег Артемьев (2), МКС-55/56 Ричард Арнольд (2), МКС-55/56              | 21.03.2018 Союз МС-08                     | 194 сут 12 ч 17 мин 23.03.2018- 04.10.2018 | 04.10.2018 Союз МС-08                             | 196 сут 18 ч 01 мин                               |
| МКС-56 122 сут 22 ч 41 мин с 3 июня 2018 по 4 октября 2018      | Александр Герст (2), К57, МКС-56/57 Сергей Прокопьев (1), МКС-56/57 Серена Ауньон (1), МКС-56/57        | Александр Герст (2), К57, МКС-56/57 Сергей Прокопьев (1), МКС-56/57 Серена Ауньон (1), МКС-56/57  | Эндрю Фьюстел (3), К56, МКС-55/56 Олег Артемьев (2), МКС-55/56 Ричард Арнольд (2), МКС-55/56              | Эндрю Фьюстел (3), К56, МКС-55/56 Олег Артемьев (2), МКС-55/56 Ричард Арнольд (2), МКС-55/56              | 06.06.2018 Союз МС-09                     | 194 сут 12 ч 39 мин 08.06.2018- 20.12.2018 | 20.12.2018 Союз МС-09                             | 196 сут 17 ч 50 мин                               |
| МКС-57 76 сут 17 ч 43 мин с 4 октября 2018 по 20 декабря 2018   | Александр Герст (2), К57, МКС-56/57 Сергей Прокопьев (1), МКС-56/57 Серена Ауньон (1), МКС-56/57        | Александр Герст (2), К57, МКС-56/57 Сергей Прокопьев (1), МКС-56/57 Серена Ауньон (1), МКС-56/57  | Экипаж из трёх человек с 04.10.2018 по 03.12.2018                                                         | Экипаж из трёх человек с 04.10.2018 по 03.12.2018                                                         | 06.06.2018 Союз МС-09                     | 194 сут 12 ч 39 мин 08.06.2018- 20.12.2018 | 20.12.2018 Союз МС-09                             | 196 сут 17 ч 50 мин                               |
| МКС-57 76 сут 17 ч 43 мин с 4 октября 2018 по 20 декабря 2018   | Александр Герст (2), К57, МКС-56/57 Сергей Прокопьев (1), МКС-56/57 Серена Ауньон (1), МКС-56/57        | Александр Герст (2), К57, МКС-56/57 Сергей Прокопьев (1), МКС-56/57 Серена Ауньон (1), МКС-56/57  | Олег Кононенко (4), К58, К59, МКС-57/58/59 Давид Сен-Жак (1), МКС-57/58/59 Энн Макклейн (1), МКС-57/58/59 | Олег Кононенко (4), К58, К59, МКС-57/58/59 Давид Сен-Жак (1), МКС-57/58/59 Энн Макклейн (1), МКС-57/58/59 | 03.12.2018 Союз МС-11                     | 202 сут 15 ч 17 мин 03.12.2018- 24.06.2019 | 25.06.2019 Союз МС-11                             | 203 сут 15 ч 17 мин                               |
| МКС-58 84 сут 23 ч 21 мин с 20 декабря 2018 по 15 марта 2019    | Экипаж из трёх человек с 20.12.2018 по 15.03.2019                                                       | Экипаж из трёх человек с 20.12.2018 по 15.03.2019                                                 | Олег Кононенко (4), К58, К59, МКС-57/58/59 Давид Сен-Жак (1), МКС-57/58/59 Энн Макклейн (1), МКС-57/58/59 | Олег Кононенко (4), К58, К59, МКС-57/58/59 Давид Сен-Жак (1), МКС-57/58/59 Энн Макклейн (1), МКС-57/58/59 | 03.12.2018 Союз МС-11                     | 202 сут 15 ч 17 мин 03.12.2018- 24.06.2019 | 25.06.2019 Союз МС-11                             | 203 сут 15 ч 17 мин                               |
| МКС-59 101 сут 22 ч 24 мин с 15 марта 2019 по 24 июня 2019      | Кристина Кук (1), МКС-59/60/61                                                                          | Алексей Овчинин (3), К60, МКС-59/60 Тайлер Хейг (2), МКС-59/60                                    | Олег Кононенко (4), К58, К59, МКС-57/58/59 Давид Сен-Жак (1), МКС-57/58/59 Энн Макклейн (1), МКС-57/58/59 | Олег Кононенко (4), К58, К59, МКС-57/58/59 Давид Сен-Жак (1), МКС-57/58/59 Энн Макклейн (1), МКС-57/58/59 | 14.03.2019 Союз МС-12                     | 15.03.2019- 06.02.2020                     | 06.02.2020 Союз МС-13                             | 328 сут 13 ч 58 мин                               |
| МКС-59 101 сут 22 ч 24 мин с 15 марта 2019 по 24 июня 2019      | Кристина Кук (1), МКС-59/60/61                                                                          | Алексей Овчинин (3), К60, МКС-59/60 Тайлер Хейг (2), МКС-59/60                                    | Олег Кононенко (4), К58, К59, МКС-57/58/59 Давид Сен-Жак (1), МКС-57/58/59 Энн Макклейн (1), МКС-57/58/59 | Олег Кононенко (4), К58, К59, МКС-57/58/59 Давид Сен-Жак (1), МКС-57/58/59 Энн Макклейн (1), МКС-57/58/59 | 14.03.2019 Союз МС-12                     | 202 сут 6 ч 36 мин 15.03.2019- 03.10.2019  | 03.10.2019 Союз МС-12                             | 202 сут 15 ч 46 мин                               |
| МКС-60 100 сут 8 ч 12 мин с 24 июня 2019 по 3 октября 2019      | Кристина Кук (1), МКС-59/60/61                                                                          | Алексей Овчинин (3), К60, МКС-59/60 Тайлер Хейг (2), МКС-59/60                                    | Экипаж из трёх человек с 24.06.2019 по 20.07.2019                                                         | Экипаж из трёх человек с 24.06.2019 по 20.07.2019                                                         | 14.03.2019 Союз МС-12                     | 202 сут 6 ч 36 мин 15.03.2019- 03.10.2019  | 03.10.2019 Союз МС-12                             | 202 сут 15 ч 46 мин                               |
| МКС-60 100 сут 8 ч 12 мин с 24 июня 2019 по 3 октября 2019      | Кристина Кук (1), МКС-59/60/61                                                                          | Алексей Овчинин (3), К60, МКС-59/60 Тайлер Хейг (2), МКС-59/60                                    | Эндрю Морган (1), МКС-60/61/62                                                                            | Лука Пармитано (2), К61, МКС-60/61 Александр Скворцов (3), МКС-60/61                                      | 20.07.2019 Союз МС-13                     | 20.07.2019- 17.04.2020                     | 17.04.2020 Союз МС-15                             | 271 сут 12 ч 48 мин                               |
| МКС-60 100 сут 8 ч 12 мин с 24 июня 2019 по 3 октября 2019      | Кристина Кук (1), МКС-59/60/61                                                                          | Алексей Овчинин (3), К60, МКС-59/60 Тайлер Хейг (2), МКС-59/60                                    | Эндрю Морган (1), МКС-60/61/62                                                                            | Лука Пармитано (2), К61, МКС-60/61 Александр Скворцов (3), МКС-60/61                                      | 20.07.2019 Союз МС-13                     | 200 сут 6 ч 39 мин 20.07.2019- 06.02.2020  | 06.02.2020 Союз МС-13                             | 200 сут 16 ч 44 мин                               |
| МКС-61 125 сут 22 ч 12 мин с 3 октября 2019 по 6 февраля 2020   | Кристина Кук (1), МКС-59/60/61                                                                          | Олег Скрипочка (3), К62, МКС-61/62 Джессика Меир (1), МКС-61/62                                   | Эндрю Морган (1), МКС-60/61/62                                                                            | Лука Пармитано (2), К61, МКС-60/61 Александр Скворцов (3), МКС-60/61                                      | 25.09.2019 Союз МС-15                     | 204 сут 6 ч 10 мин 25.09.2019- 17.04.2020  | 17.04.2020 Союз МС-15                             | 204 сут 15 ч 19 мин                               |
| МКС-62 70 сут 20 ч 03 мин с 6 февраля 2020 по 17 апреля 2020    | Экипаж из трёх человек с 06.02.2020 по 09.04.2020                                                       | Экипаж из трёх человек с 06.02.2020 по 09.04.2020                                                 | Эндрю Морган (1), МКС-60/61/62                                                                            | | 25.09.2019 Союз МС-15                     | 204 сут 6 ч 10 мин 25.09.2019- 17.04.2020  | 17.04.2020 Союз МС-15                             | 204 сут 15 ч 19 мин                               |
| МКС-62 70 сут 20 ч 03 мин с 6 февраля 2020 по 17 апреля 2020    | Кристофер Кэссиди (3), К63, МКС-62/63 Анатолий Иванишин (3), МКС-62/63 Иван Вагнер (1), МКС-62/63       | Кристофер Кэссиди (3), К63, МКС-62/63 Анатолий Иванишин (3), МКС-62/63 Иван Вагнер (1), МКС-62/63 | Эндрю Морган (1), МКС-60/61/62                                                                            | 09.04.2020 Союз МС-16                                                                                     | 195 сут 9 ч 18 мин 09.04.2020- 21.10.2020 | 22.10.2020 Союз МС-16                      | 195 сут 18 ч 49 мин                               |                                                   |

## Экспедиции с 63-й по 70-ю
Начиная с 63-й экспедиции, ротация экипажей выполняется не только с помощью «Союзов», но и с помощью нового американского пилотируемого корабля Crew Dragon.
| Экспедиция, продолжительность                                  | Экипаж | Экипаж | Экипаж | Старт                                     | Пребывание на МКС                         | Посадка                  | Длительность полёта   |
| -------------------------------------------------------------- | --- | --- | --- | ----------------------------------------- | ----------------------------------------- | ------------------------ | --------------------- |
| МКС-63 187 сут 21 ч 38 мин с 17 апреля 2020 по 21 октября 2020 | Кристофер Кэссиди (3), К63, МКС-62/63 Анатолий Иванишин (3), МКС-62/63 Иван Вагнер (1), МКС-62/63                | Кристофер Кэссиди (3), К63, МКС-62/63 Анатолий Иванишин (3), МКС-62/63 Иван Вагнер (1), МКС-62/63                | Экипаж из трёх человек с 17.04.2020 по 31.05.2020                                                                                     | 09.04.2020 Союз МС-16                     | 195 сут 9 ч 18 мин 09.04.2020-21.10.2020  | 22.10.2020 Союз МС-16    | 195 сут 18 ч 49 мин   |
| МКС-63 187 сут 21 ч 38 мин с 17 апреля 2020 по 21 октября 2020 | Кристофер Кэссиди (3), К63, МКС-62/63 Анатолий Иванишин (3), МКС-62/63 Иван Вагнер (1), МКС-62/63                | Кристофер Кэссиди (3), К63, МКС-62/63 Анатолий Иванишин (3), МКС-62/63 Иван Вагнер (1), МКС-62/63                | Даглас Хёрли (3), МКС-63 Роберт Бенкен (3), МКС-63                                                                                    | 30.05.2020 SpaceX DM-2                    | 63 сут 8 ч 45 мин 31.05.2020-01.08.2020   | 02.08.2020 SpaceX DM-2   | 63 сут 23 ч 25 мин    |
| МКС-63 187 сут 21 ч 38 мин с 17 апреля 2020 по 21 октября 2020 | Кристофер Кэссиди (3), К63, МКС-62/63 Анатолий Иванишин (3), МКС-62/63 Иван Вагнер (1), МКС-62/63                | Кристофер Кэссиди (3), К63, МКС-62/63 Анатолий Иванишин (3), МКС-62/63 Иван Вагнер (1), МКС-62/63                | Экипаж из трёх человек с 01.08.2020 по 14.10.2020                                                                                     | 30.05.2020 SpaceX DM-2                    | 63 сут 8 ч 45 мин 31.05.2020-01.08.2020   | 02.08.2020 SpaceX DM-2   | 63 сут 23 ч 25 мин    |
| МКС-64 177 сут 3 ч 2 мин с 21 октября 2020 по 17 апреля 2021   | Сергей Рыжиков (2), К64, МКС-63/64 Сергей Кудь-Сверчков (1), МКС-63/64 Кэтлин Рубинс (2), МКС-63/64              | Сергей Рыжиков (2), К64, МКС-63/64 Сергей Кудь-Сверчков (1), МКС-63/64 Кэтлин Рубинс (2), МКС-63/64              | Экипаж из трёх человек с 21.10.2020 по 17.11.2020                                                                                     | 14.10.2020 Союз МС-17                     | 184 сут 16 ч 46 мин 14.10.2020-17.04.2021 | 17.04.2021 Союз МС-17    | 184 сут 23 ч 11 мин   |
| МКС-64 177 сут 3 ч 2 мин с 21 октября 2020 по 17 апреля 2021   | Сергей Рыжиков (2), К64, МКС-63/64 Сергей Кудь-Сверчков (1), МКС-63/64 Кэтлин Рубинс (2), МКС-63/64              | Сергей Рыжиков (2), К64, МКС-63/64 Сергей Кудь-Сверчков (1), МКС-63/64 Кэтлин Рубинс (2), МКС-63/64              | Майкл Хопкинс (2), МКС-64/65 Виктор Гловер (1), МКС-64/65 Соити Ногучи (3), МКС-64/65 Шеннон Уокер (2), К65, МКС-64/65                | 16.11.2020 SpaceX Crew-1                  | 165 сут 20 ч 35 мин 17.11.2020-02.05.2021 | 02.05.2021 SpaceX Crew-1 | 167 сут 6 ч 29 мин    |
| МКС-65 182 сут 23 ч 40 мин с 17 апреля 2021 по 17 октября 2021 | Пётр Дубров (1), МКС-64/65/66 Марк Ванде Хай (2), МКС-64/65/66                                                   | Олег Новицкий (3), МКС-64/65                                                                                     | Майкл Хопкинс (2), МКС-64/65 Виктор Гловер (1), МКС-64/65 Соити Ногучи (3), МКС-64/65 Шеннон Уокер (2), К65, МКС-64/65                | 09.04.2021 Союз МС-18                     | 09.04.2021-30.03.2022                     | 30.03.2022 Союз МС-19    | 355 сут 3 ч 45 мин    |
| МКС-65 182 сут 23 ч 40 мин с 17 апреля 2021 по 17 октября 2021 | Пётр Дубров (1), МКС-64/65/66 Марк Ванде Хай (2), МКС-64/65/66                                                   | Олег Новицкий (3), МКС-64/65                                                                                     | Роберт Кимбро (3), МКС-65/66 Меган Макартур (2), МКС-65/66 Акихико Хосидэ (3), К65, МКС-65/66 Тома Песке (2), K65, К66, МКС-65/66     | 09.04.2021 Союз МС-18                     | 190 сут 14 ч 09 мин 09.04.2021-17.10.2021 | 17.10.2021 Союз МС-18    | 190 сут 20 ч 53 мин   |
| МКС-65 182 сут 23 ч 40 мин с 17 апреля 2021 по 17 октября 2021 | Пётр Дубров (1), МКС-64/65/66 Марк Ванде Хай (2), МКС-64/65/66                                                   | Олег Новицкий (3), МКС-64/65                                                                                     | Роберт Кимбро (3), МКС-65/66 Меган Макартур (2), МКС-65/66 Акихико Хосидэ (3), К65, МКС-65/66 Тома Песке (2), K65, К66, МКС-65/66     | 23.04.2021 SpaceX Crew-2                  | 198 сут 9 ч 57 мин 24.04.2021-08.11.2021  | 09.11.2021 SpaceX Crew-2 | 199 сут 17 ч 44 мин   |
| МКС-66 164 сут 6 ч 7 мин с 17 октября 2021 по 30 марта 2022    | Пётр Дубров (1), МКС-64/65/66 Марк Ванде Хай (2), МКС-64/65/66                                                   | Антон Шкаплеров (4), К66, МКС-65/66                                                                              | Роберт Кимбро (3), МКС-65/66 Меган Макартур (2), МКС-65/66 Акихико Хосидэ (3), К65, МКС-65/66 Тома Песке (2), K65, К66, МКС-65/66     | 05.10.2021 Союз МС-19                     | 175 сут 18 ч 58 мин 05.10.2021-30.03.2022 | 30.03.2022 Союз МС-19    | 176 сут 2 ч 33 мин    |
| МКС-66 164 сут 6 ч 7 мин с 17 октября 2021 по 30 марта 2022    | Пётр Дубров (1), МКС-64/65/66 Марк Ванде Хай (2), МКС-64/65/66                                                   | Антон Шкаплеров (4), К66, МКС-65/66                                                                              | Экипаж из трёх человек с 08.11.2021 по 11.11.2021                                                                                     | 11.11.2021 SpaceX Crew-3                  | 174 сут 5 ч 48 мин 11.11.2021-05.05.2022  | 06.05.2022 SpaceX Crew-3 | 176 сут 2 ч 39 мин    |
| МКС-66 164 сут 6 ч 7 мин с 17 октября 2021 по 30 марта 2022    | Пётр Дубров (1), МКС-64/65/66 Марк Ванде Хай (2), МКС-64/65/66                                                   | Антон Шкаплеров (4), К66, МКС-65/66                                                                              | Раджа Чари (1), МКС-66/67 Томас Маршбёрн (3), К67, МКС-66/67 Маттиас Маурер (1), МКС-66/67 Кейла Бэррон (1), МКС-66/67                | 11.11.2021 SpaceX Crew-3                  | 174 сут 5 ч 48 мин 11.11.2021-05.05.2022  | 06.05.2022 SpaceX Crew-3 | 176 сут 2 ч 39 мин    |
| МКС-67 183 сут 00 ч 12 мин с 30 марта 2022 по 29 сентября 2022 | Олег Артемьев (3), К67, МКС-66/67 Денис Матвеев (1), МКС-66/67 Сергей Корсаков (1), МКС-66/67                    | Олег Артемьев (3), К67, МКС-66/67 Денис Матвеев (1), МКС-66/67 Сергей Корсаков (1), МКС-66/67                    | 18.03.2022 Союз МС-21 | 194 сут 12 ч 22 мин 18.03.2022-29.09.2022 | 29.09.2022 Союз МС-21                     | 194 сут 19 ч 02 мин      |                       |
| МКС-67 183 сут 00 ч 12 мин с 30 марта 2022 по 29 сентября 2022 | Олег Артемьев (3), К67, МКС-66/67 Денис Матвеев (1), МКС-66/67 Сергей Корсаков (1), МКС-66/67                    | Олег Артемьев (3), К67, МКС-66/67 Денис Матвеев (1), МКС-66/67 Сергей Корсаков (1), МКС-66/67                    | Челл Линдгрен (2), МКС-67/68 Роберт Хайнс (1), МКС-67/68 Саманта Кристофоретти (2), К68, МКС-67/68 Джессика Уоткинс (1), МКС-67/68    | 27.04.2022 SpaceX Crew-4                  | 169 сут 16 ч 27.04.2022-14.10.2022        | 14.10.2022 SpaceX Crew-4 | 170 сут 13 ч 3 мин    |
| МКС-68 180 сут 2 ч 23 мин с 29 сентября 2022 по 28 марта 2023  | Сергей Прокопьев (2), К68, К69, МКС-67/68/69 Дмитрий Петелин (1), МКС-67/68/69 Франсиско Рубио (1), МКС-67/68/69 | Сергей Прокопьев (2), К68, К69, МКС-67/68/69 Дмитрий Петелин (1), МКС-67/68/69 Франсиско Рубио (1), МКС-67/68/69 | Челл Линдгрен (2), МКС-67/68 Роберт Хайнс (1), МКС-67/68 Саманта Кристофоретти (2), К68, МКС-67/68 Джессика Уоткинс (1), МКС-67/68    | 21.09.2022 Союз МС-22                     | 21.09.2022-27.09.2023                     | 27.09.2023 Союз МС-23    | 370 сут 21 час 22 мин |
| МКС-68 180 сут 2 ч 23 мин с 29 сентября 2022 по 28 марта 2023  | Сергей Прокопьев (2), К68, К69, МКС-67/68/69 Дмитрий Петелин (1), МКС-67/68/69 Франсиско Рубио (1), МКС-67/68/69 | Сергей Прокопьев (2), К68, К69, МКС-67/68/69 Дмитрий Петелин (1), МКС-67/68/69 Франсиско Рубио (1), МКС-67/68/69 | Николь Манн (1), МКС-68 Джош Кассада (1), МКС-68 Коити Ваката (5), МКС-68 Анна Кикина (1), МКС-68                                     | 05.10.2022 SpaceX Crew-5                  | 155 сут 10 ч 19 мин 06.10.2022-11.03.2023 | 12.03.2023 SpaceX Crew-5 | 157 сут 10 ч 1 мин    |
| МКС-69 182 сут 21 ч 57 мин с 28 марта 2023 по 27 сентября 2023 | Сергей Прокопьев (2), К68, К69, МКС-67/68/69 Дмитрий Петелин (1), МКС-67/68/69 Франсиско Рубио (1), МКС-67/68/69 | Сергей Прокопьев (2), К68, К69, МКС-67/68/69 Дмитрий Петелин (1), МКС-67/68/69 Франсиско Рубио (1), МКС-67/68/69 | Стивен Боуэн (4), МКС-68/69 Вуди Хобург (1), МКС-68/69 Султан Аль-Нейади (1), МКС-68/69 Андрей Федяев (1), МКС-68/69                  | 02.03.2023 SpaceX Crew-6                  | 184 сут 03 ч 47 мин 03.03.2023-03.09.2023 | 04.09.2023 SpaceX Crew-6 | 185 сут 22 ч 43 мин   |
| МКС-69 182 сут 21 ч 57 мин с 28 марта 2023 по 27 сентября 2023 | Сергей Прокопьев (2), К68, К69, МКС-67/68/69 Дмитрий Петелин (1), МКС-67/68/69 Франсиско Рубио (1), МКС-67/68/69 | Сергей Прокопьев (2), К68, К69, МКС-67/68/69 Дмитрий Петелин (1), МКС-67/68/69 Франсиско Рубио (1), МКС-67/68/69 | Жасмин Могбели (1), МКС-69/70 Андреас Могенсен (2), К70, МКС-69/70 Сатоси Фурукава (2), МКС-69/70 Константин Борисов (1), МКС-69/70   | 26.08.2023 SpaceX Crew-7                  | 197 сут 02 ч 4 мин 27.08.2023-11.03.2024  | 12.03.2024 SpaceX Crew-7 | 199 сут 02 ч 19 мин   |
| МКС-70 191 сут 20 ч 39 мин с 27 сентября 2023 по 6 апреля 2024 | Олег Кононенко (5), К-70, К-71 МКС-69/70/71 Николай Чуб (1), МКС-69/70/71                                        | Лорел О’Хара (1), МКС-69/70/71                                                                                   | Жасмин Могбели (1), МКС-69/70 Андреас Могенсен (2), К70, МКС-69/70 Сатоси Фурукава (2), МКС-69/70 Константин Борисов (1), МКС-69/70   | 15.09.2023 Союз МС-24                     | 15.09.2023-23.09.2024                     | 23.09.2024 Союз МС-25    | 373 сут 21 ч 22 мин   |
| МКС-70 191 сут 20 ч 39 мин с 27 сентября 2023 по 6 апреля 2024 | Олег Кононенко (5), К-70, К-71 МКС-69/70/71 Николай Чуб (1), МКС-69/70/71                                        | Лорел О’Хара (1), МКС-69/70/71                                                                                   | Жасмин Могбели (1), МКС-69/70 Андреас Могенсен (2), К70, МКС-69/70 Сатоси Фурукава (2), МКС-69/70 Константин Борисов (1), МКС-69/70   | 15.09.2023 Союз МС-24                     | 203 сут 09 ч 01 мин 15.09.2023-06.04.2024 | 06.04.2024 Союз МС-24    | 203 сут 15 ч 33 мин   |
| МКС-70 191 сут 20 ч 39 мин с 27 сентября 2023 по 6 апреля 2024 | Олег Кононенко (5), К-70, К-71 МКС-69/70/71 Николай Чуб (1), МКС-69/70/71                                        | Лорел О’Хара (1), МКС-69/70/71                                                                                   | Мэттью Доминик (1), МКС-70/71/72 Майкл Барратт (3), МКС-70/71/72 Джанетт Эппс (1), МКС-70/71/72 Александр Гребёнкин (1), МКС-70/71/72 | 04.03.2024 SpaceX Crew-8                  | 05.03.2024-23.10.2024                     | 25.10.2024 SpaceX Crew-8 | 235 сут 3 ч 36 мин    |
| МКС-70 191 сут 20 ч 39 мин с 27 сентября 2023 по 6 апреля 2024 | Олег Кононенко (5), К-70, К-71 МКС-69/70/71 Николай Чуб (1), МКС-69/70/71                                        | Трейси Колдвелл-Дайсон (3), МКС-70/71                                                                            | Мэттью Доминик (1), МКС-70/71/72 Майкл Барратт (3), МКС-70/71/72 Джанетт Эппс (1), МКС-70/71/72 Александр Гребёнкин (1), МКС-70/71/72 | 23.03.2024 Союз МС-25                     | 181 сут 17 ч 34 мин 25.03.2024-23.09.2024 | 23.09.2024 Союз МС-25    | 183 сут 23 ч 22 мин   |

## Экспедиции, начиная с 71-й
Начиная с 71-й экспедиции, в ротации экипажей МКС впервые используется пилотируемый космический корабль CST-100 Starliner американской корпорации Boeing.
| Экспедиция, продолжительность                                   | Экипаж                                                                                               | Экипаж                                                                                               | Экипаж | Экипаж | Старт                               | Пребывание на МКС                         | Посадка                                 | Длительность полёта |
| --------------------------------------------------------------- | --- | --- | --- | --- | ----------------------------------- | ----------------------------------------- | --------------------------------------- | ------------------- |
| МКС-71 170 сут 1 ч 21 мин с 6 апреля 2024 по 23 сентября 2024   | Олег Кононенко (5), К-70, К-71 МКС-69/70/71 Николай Чуб (1), МКС-69/70/71                            | Трейси Колдвелл-Дайсон (3), МКС-70/71                                                                | Мэттью Доминик (1), МКС-70/71/72 Майкл Барратт (3), МКС-70/71/72 Джанетт Эппс (1), МКС-70/71/72 Александр Гребёнкин (1), МКС-70/71/72 | Экипаж из семи человек с 06.04.2024 по 06.06.2024                                                                     | 15.09.2023 Союз МС-24               | 15.09.2023-23.09.2024                     | 23.09.2024 Союз МС-25                   | 373 сут 21 ч 22 мин |
| МКС-71 170 сут 1 ч 21 мин с 6 апреля 2024 по 23 сентября 2024   | Олег Кононенко (5), К-70, К-71 МКС-69/70/71 Николай Чуб (1), МКС-69/70/71                            | Трейси Колдвелл-Дайсон (3), МКС-70/71                                                                | Мэттью Доминик (1), МКС-70/71/72 Майкл Барратт (3), МКС-70/71/72 Джанетт Эппс (1), МКС-70/71/72 Александр Гребёнкин (1), МКС-70/71/72 | Экипаж из семи человек с 06.04.2024 по 06.06.2024                                                                     | 23.03.2024 Союз МС-25               | 181 сут 17 ч 34 мин 25.03.2024-23.09.2024 | 23.09.2024 Союз МС-25                   | 183 сут 23 ч 22 мин |
| МКС-71 170 сут 1 ч 21 мин с 6 апреля 2024 по 23 сентября 2024   | Олег Кононенко (5), К-70, К-71 МКС-69/70/71 Николай Чуб (1), МКС-69/70/71                            | Трейси Колдвелл-Дайсон (3), МКС-70/71                                                                | Мэттью Доминик (1), МКС-70/71/72 Майкл Барратт (3), МКС-70/71/72 Джанетт Эппс (1), МКС-70/71/72 Александр Гребёнкин (1), МКС-70/71/72 | Барри Уилмор (3), МКС-71/72 Сунита Уильямс (3), К-72, МКС-71/72                                                       | 04.03.2024 SpaceX Crew-8            | 05.03.2024-23.10.2024                     | 25.10.2024 SpaceX Crew-8                | 235 сут 3 ч 36 мин  |
| МКС-71 170 сут 1 ч 21 мин с 6 апреля 2024 по 23 сентября 2024   | Олег Кононенко (5), К-70, К-71 МКС-69/70/71 Николай Чуб (1), МКС-69/70/71                            | Трейси Колдвелл-Дайсон (3), МКС-70/71                                                                | Мэттью Доминик (1), МКС-70/71/72 Майкл Барратт (3), МКС-70/71/72 Джанетт Эппс (1), МКС-70/71/72 Александр Гребёнкин (1), МКС-70/71/72 | Барри Уилмор (3), МКС-71/72 Сунита Уильямс (3), К-72, МКС-71/72                                                       | 05.06.2024 Boe-CFT                  | 06.06.2024-18.03.2025                     | 18.03.2025 SpaceX Crew-9                | 286 сут 9 ч 4 мин   |
| МКС-71 170 сут 1 ч 21 мин с 6 апреля 2024 по 23 сентября 2024   | Олег Кононенко (5), К-70, К-71 МКС-69/70/71 Николай Чуб (1), МКС-69/70/71                            | Трейси Колдвелл-Дайсон (3), МКС-70/71                                                                | Мэттью Доминик (1), МКС-70/71/72 Майкл Барратт (3), МКС-70/71/72 Джанетт Эппс (1), МКС-70/71/72 Александр Гребёнкин (1), МКС-70/71/72 | Барри Уилмор (3), МКС-71/72 Сунита Уильямс (3), К-72, МКС-71/72                                                       | 11.09.2024 Союз МС-26               | 220 сут 2 ч 25 мин 11.09.2024-19.04.2025  | 20.04.2025 Союз МС-26                   | 220 сут 8 ч 57 мин  |
| МКС-72 208 сут 13 ч 20 мин с 23 сентября 2024 по 19 апреля 2025 | Алексей Овчинин (4), К-72, МКС-71/72 Иван Вагнер (2), МКС-71/72 Доналд Петтит (4), МКС-71/72         | Алексей Овчинин (4), К-72, МКС-71/72 Иван Вагнер (2), МКС-71/72 Доналд Петтит (4), МКС-71/72         | Мэттью Доминик (1), МКС-70/71/72 Майкл Барратт (3), МКС-70/71/72 Джанетт Эппс (1), МКС-70/71/72 Александр Гребёнкин (1), МКС-70/71/72 | Барри Уилмор (3), МКС-71/72 Сунита Уильямс (3), К-72, МКС-71/72                                                       | 11.09.2024 Союз МС-26               | 220 сут 2 ч 25 мин 11.09.2024-19.04.2025  | 20.04.2025 Союз МС-26                   | 220 сут 8 ч 57 мин  |
| МКС-72 208 сут 13 ч 20 мин с 23 сентября 2024 по 19 апреля 2025 | Алексей Овчинин (4), К-72, МКС-71/72 Иван Вагнер (2), МКС-71/72 Доналд Петтит (4), МКС-71/72         | Алексей Овчинин (4), К-72, МКС-71/72 Иван Вагнер (2), МКС-71/72 Доналд Петтит (4), МКС-71/72         | Ник Хейг (3), МКС-72 Александр Горбунов (1), МКС-72                                                                                   | Барри Уилмор (3), МКС-71/72 Сунита Уильямс (3), К-72, МКС-71/72                                                       | 28.09.2024 SpaceX Crew-9            | 29.09.2024-18.03.2025                     | 18.03.2025 SpaceX Crew-9                | 171 сут 4 ч 39 мин  |
| МКС-72 208 сут 13 ч 20 мин с 23 сентября 2024 по 19 апреля 2025 | Алексей Овчинин (4), К-72, МКС-71/72 Иван Вагнер (2), МКС-71/72 Доналд Петтит (4), МКС-71/72         | Алексей Овчинин (4), К-72, МКС-71/72 Иван Вагнер (2), МКС-71/72 Доналд Петтит (4), МКС-71/72         | Энн Макклейн (2), МКС-72/73 Николь Айерс (1), МКС-72/73 Такуя Ониши (2), К-73, МКС-72/73 Кирилл Песков (1), МКС-72/73                 | Энн Макклейн (2), МКС-72/73 Николь Айерс (1), МКС-72/73 Такуя Ониши (2), К-73, МКС-72/73 Кирилл Песков (1), МКС-72/73 | 14.03.2025 SpaceX Crew-10           | 145 сут 18 ч 10 мин 16.03.2025-08.08.2025 | 09.08.2025 SpaceX Crew-10               | 147 сут 16 ч 29 мин |
| МКС-73 с 19 апреля 2025 по 9 декабря 2025 (в полёте)            | Сергей Рыжиков (3), К-73, МКС-72/73 Алексей Зубрицкий (1), МКС-72/73 Джонатан Ким (1), МКС-72/73     | Сергей Рыжиков (3), К-73, МКС-72/73 Алексей Зубрицкий (1), МКС-72/73 Джонатан Ким (1), МКС-72/73     | Энн Макклейн (2), МКС-72/73 Николь Айерс (1), МКС-72/73 Такуя Ониши (2), К-73, МКС-72/73 Кирилл Песков (1), МКС-72/73                 | Энн Макклейн (2), МКС-72/73 Николь Айерс (1), МКС-72/73 Такуя Ониши (2), К-73, МКС-72/73 Кирилл Песков (1), МКС-72/73 | 08.04.2025 Союз МС-27               | 08.04.2025-09.12.2025 (в полёте)          | 09.12.2025 Союз МС-27 (планируется)     | В полёте            |
| МКС-73 с 19 апреля 2025 по 9 декабря 2025 (в полёте)            | Сергей Рыжиков (3), К-73, МКС-72/73 Алексей Зубрицкий (1), МКС-72/73 Джонатан Ким (1), МКС-72/73     | Сергей Рыжиков (3), К-73, МКС-72/73 Алексей Зубрицкий (1), МКС-72/73 Джонатан Ким (1), МКС-72/73     | Зена Кардман (1), МКС-73/74 Эдвард Финк (4), МКС-73/74 Кимия Юи (2), МКС-73/74 Олег Платонов (1), МКС-73/74                           | Зена Кардман (1), МКС-73/74 Эдвард Финк (4), МКС-73/74 Кимия Юи (2), МКС-73/74 Олег Платонов (1), МКС-73/74           | 01.08.2025 SpaceX Crew-11           | 02.08.2025-??.??.2026 (в полёте)          | ??.??.2026 SpaceX Crew-11 (планируется) | В полёте            |
| МКС-74 с 9 декабря 2025 по июль 2026 (планируется)              | Сергей Кудь-Сверчков (2), МКС-73/74 Сергей Микаев (1), МКС-73/74 Кристофер Ли Уильямс (1), МКС-73/74 | Сергей Кудь-Сверчков (2), МКС-73/74 Сергей Микаев (1), МКС-73/74 Кристофер Ли Уильямс (1), МКС-73/74 | Зена Кардман (1), МКС-73/74 Эдвард Финк (4), МКС-73/74 Кимия Юи (2), МКС-73/74 Олег Платонов (1), МКС-73/74                           | Зена Кардман (1), МКС-73/74 Эдвард Финк (4), МКС-73/74 Кимия Юи (2), МКС-73/74 Олег Платонов (1), МКС-73/74           | 27.11.2025 Союз МС-28 (планируется) | 27.11.2025-??.07.2026 (планируется)       | ??.07.2026 Союз МС-28 (планируется)     | Планируется         |